# 海難事故の一覧
海難事故の一覧（かいなんじこのいちらん）
ここでは特に社会的影響の大きかった海難事故に限り、便宜的に記載する。

## 1900年代以前
- 紀元前255年7月 - ローマ艦隊の沈没 (紀元前255年)（英語版）

第一次ポエニ戦争中、アフリカから撤退していたローマ艦隊がシチリア沖で嵐に遭遇し、384隻の軍艦と300隻の輸送船が沈没、10万人以上の死者を出した。
- 653年 - 839年（白雉4年 - 承和6年）

遣唐使船の遭難が記録に残されている。
- 1120年11月25日 - ホワイトシップの遭難

海難事故によりイングランド、ノルマンディーの王族、貴族多数が水死した。
- 1274年11月19日 - 20日（文永11年 / 至元11年10月20日 - 21日）
1281年8月22日 - 23日（弘安4年 / 至元18年7月30日 - 閏7月1日） - 元寇（神風）

元の艦隊が日本の近海で夜半、嵐に遭い多大な損害を被った。
- 1628年8月10日

スウェーデン海軍の戦列艦「ヴァーサ（1,210トン）」が処女航海の直後に横転し沈没した。
- 1707年10月22日 - Scilly naval disaster of 1707

イギリス・シリー諸島沖で21隻からなる英国海軍艦隊が嵐に遭い、岩礁に追い込まれた。うち4隻が喪失、1,400人を超える犠牲者を出した。
- 1782年8月29日

イギリス・ポーツマスで一等戦列艦「ロイヤルジョージ（HMS RoyalGeorge）」が寄港の折に、船体を傾けて水面下の海水取り入れ口の整備を行っていたところ、慰問に訪れた乗組員の家族が多数乗船したために想定以上に傾斜し、バランスを失い転覆、沈没した。358人の女子供を含む800名から900人の死者を出した。
- 1791年8月29日

バウンティ号の反乱の起きた「バウンティ」の乗組員を逮捕したイギリス海軍のフリゲート「パンドラ」がトレス海峡付近のグレート・バリア・リーフの外縁に座礁し、翌日沈没。乗組員31人と「バウンティ」の囚人4人が死亡。
- 1814年7月

ブリッグ（帆船）「モーニングスター（140トン）」がトレス海峡で難破。22人が死亡。
- 1816年7月2日

ナポレオン失脚後の植民地の返還を受け、セネガルに官僚を輸送するフランス海軍のフリゲート「メデューズ」が、艦長の不適切な指揮によって座礁した。乗員乗客はボート2艘と筏で脱出したが、まもなくボートは筏を見捨て切り離した。ボートに乗った者の大半と、筏で漂流した約150人のうち10人、船に残った17人のうち3人が生還した。
- 1821年（文政4年 / 道光元年）

唐船（17人乗組）が紀伊熊野に漂着。
- 1822年2月5日（道光2年1月14日）

インドネシア・バンカ・ブリトゥン州のGaspar海峡で清からの移民を載せたジャンク船「的星」が座礁し沈没。
- 1840年1月13日

アメリカ合衆国のロングアイランド海峡において外輪船「レキシントン（Lexington）」が火災により沈没。乗員・乗客143人中139人が死亡。
- 1841年3月12日

大西洋定期航路に就航していた客船「プレジデント（President）」が、大西洋上で失踪。荒天により沈没と推定される。乗員乗客合わせて136人全員行方不明。アメリカの映画スタータイロン・パワーの曽祖父が巻き込まれた。
- 1845年8月4日

イギリスのバーク（帆船）「カタラク（802トン）」が嵐に遭い、オーストラリア・バス海峡のキング島南西で岩に乗り上げて沈没。400人が死亡。
- 1850年（嘉永3年）4月11日

オーストラリアの捕鯨船「イーモント号」が北海道厚岸末広海岸において遭難し、地元民が乗組員32人を救助した。
- 1852年2月26日

イギリス軍の兵員とその家族を載せた軍隊輸送船（蒸気船）「バーケンヘッド（Birkenhead）」が南アフリカ西ケープ州の港からの出港直後、岩に衝突し沈没した。約450人が死亡。
- 1852年（咸豊2年）2月19日

アメリカ合衆国の奴隷貿易船、ロバート・バウン号が、中国・アモイからカリフォルニア州へ航行中に、沖縄県石垣島の崎枝村沖合で座礁し380人の中国人苦力が上陸した。
- 1854年3月

大西洋定期航路に就航していた客船「シティ・オブ・グラスゴー（City of Glasgow）」が、大西洋上で失踪。乗員乗客合わせて480人全員行方不明。
- 1854年9月27日 - アークティック号沈没事故

大西洋定期航路に就航していた側輪蒸気船「アークティック」が、ニューファンドランド島のケープレース沖でフランスの鋼製蒸気船「ベスタ」と衝突後に沈没。乗員乗客合わせて534人のうち、女性と子供109人を含め約350人が死亡。
- 1856年1月

大西洋定期航路に就航していた側輪蒸気船「パシフィック（Pacific）」が、大西洋上で失踪。氷山に衝突して沈没と推定される。乗員乗客合わせて186人全員行方不明。
- 1859年10月26日

ウェールズのアングルシー島沖で客船「ロイヤル・チャーター（Royal Charter）」が嵐（ロイヤル・チャーターストーム）に遭い座礁沈没。乗員乗客少なくとも450人が死亡。この事故を契機にイギリス気象庁が設置され、暴風警報サービスが開始された。
- 1865年4月27日

アメリカ合衆国のミシシッピ川で就航していた貨客船「サルタナ（定員376人）」が過積載のためボイラーが爆発、火災を起こし沈没。多数乗船していた南北戦争帰還将兵など少なくとも1450人が死亡。
- 1866年6月17日

イギリスの奴隷貿易船が、清の広東省からカリフォルニアに行く途中に、中国人苦力340人を乗せ、沖縄県・竹富島蔵元前の浜で台風に遭って座礁し溺死者114人、行方不明者62人の犠牲者を出した。
- 1867年5月26日（慶応3年4月23日）

海援隊が伊予大洲藩から借り受けていた「いろは丸」と紀州藩船「明光丸」が瀬戸内海で衝突。「いろは丸」が自力航行不能となり、曳航中に沈没した。
- 1869年2月13日（明治2年1月3日）- ハーマン号事件

熊本藩がチャーターしたアメリカ汽船「ハーマン号」が上総国夷隅沖で座礁沈没。約230人が死亡。
- 1870年2月

大西洋定期航路に就航していた客船「シティ・オブ・ボストン（City of Boston）」が、大西洋上で失踪。乗員乗客合わせて191人全員行方不明。
- 1872年12月4日

ブリガンティン（帆船）「メアリー・セレスト号（小説では「マリー・セレスト」と表記）」が、ポルトガル沖で無人のまま漂流しているのを発見された。
- 1874年3月20日 - ニール号遭難事故

フランスの郵便船「ニール号」が、伊豆半島沖で座礁沈没、乗員乗客90人のうち助かったのは4人だけだった。積荷は日本政府がウィーン万博に出品した美術工芸品などで、ほとんどが水没した。
- 1875年12月6日

客船「ドイッチュラント（蒸気船、2,800トン）」がテムズ川河口でブリザードに遭遇し、砂州に座礁。翌日に救助が来たが、乗客・乗務員100名以上が死亡する惨事となった。この事故は社会に大きな衝撃を与え「ドイッチュラントの遭難」という詩が作られた。
- 1877年（明治10年）11月19日

北海道・瀬棚海岸沖にてロシア軍艦「アレウト」がおりからの暴風に煽られ座礁。乗組員60人全員が地元住民により救助されるも、翌1878年（明治11年）4月20日迎えに来た軍艦「エルマック」へ「アレウト」乗組員がボートで向かう途中高波により転覆、12人が犠牲になった。
- 1878年（明治11年）12月24日

和歌山県太地村の太地鯨方は、子連れのセミクジラ（背美鯨）を捕獲するため19隻・総勢184名で出漁。荒天を突いて出漁したことから集団遭難事故を引き起こし、100余名が死亡した。この一件は日本捕鯨史上最大級の事故であり、大背美流れと呼ばれ地元で長く伝えられた。
- 1884年（明治17年）7月5日 - ミニョネット号事件

イギリス船籍のヨット「ミニョネット号」が、アフリカ沖で難波。乗員は救命艇で脱出したが、漂流中に食人行為が行われたとして当時のイギリスで社会問題になった。
- 1885年（明治18年）9月20日

アメリカ合衆国・ペンシルバニア州フィラデルフィアから石油を積み、兵庫県・神戸市に向かっていた米国の三本マストの帆船（バーク船）「カジミア号」が種子島の東南海上で猛烈な暴風雨に遭遇し転覆、乗組員15名のうち、船長以下3名の上級船員は大波にさらわれて死亡した。7名が種子島立山の海岸に、5名が伊関の海岸に漂着し、それぞれの村人に救助、手厚く介抱され、無事帰国することができた。
- 1886年（明治19年）10月24日 - ノルマントン号事件

イギリス商船「ノルマントン号」が、和歌山県潮岬沖で沈没、日本人乗客25人ほか、中国人、インド人乗組員12人が死亡。イギリス人船員は全員生存し、当時の日本で社会問題になった。
- 1886年（明治19年）12月

日本海軍の巡洋艦「畝傍」がフランスから日本への回航中、シンガポールを発ったのを最後に消息を絶つ。荒天により沈没と思われるが原因や状況などは現在に至るまで不明。フランス人乗組員や日本海軍の将兵など計90人が行方不明となった。
- 1887年（明治20年）5月19日

客船「ブリタニック」が霧のため「セルティック」と衝突。激しく損傷したが沈没の恐れがなかったため援助にきた船と共にニューヨーク港に移動した。
- 1889年（明治22年）10月30日

アメリカ合衆国の貨物船「チェスボロー」が、強風のため青森県車力村（現・つがる市）沖で座礁し沈没。乗員23名のうち19名が犠牲となった。
- 1890年（明治23年）9月16日 - エルトゥールル号遭難事件

和歌山県樫野埼灯台付近で荒天下、トルコ海軍艦「エルトゥールル号」が座礁沈没。乗員約600人中、地元の漁民らによって69人が救出されたが、587名が死亡または行方不明となった。
- 1891年（明治24年）3月17日

大西洋定期航路に就航していた客船「ユートピア（Utopia）」が、ジブラルタル湾でイギリス海軍の戦艦「アンソン（Anson）」と衝突後に沈没。乗員乗客合わせて880人中562人が死亡。
- 1891年（明治24年）7月11日

白神岬沖2.8kmの津軽海峡で「瓊江丸（たまえまる、77トン、北海汽船）」と「三吉丸（97トン）」が衝突し「瓊江丸」が沈没。261人が死亡。
- 1892年（明治25年）4月5日

「出雲丸（446トン）」が､ 朝鮮半島南岸所安群島付近で暴風のため座礁沈没、乗客28人、乗組員26人が行方不明となった｡
- 1892年（明治25年）11月30日 - 千島艦事件

日本海軍の水雷砲艦「千島」にイギリス商船「Ravenna（1,916トン）」が衝突、「千島」が沈没した。74名が死亡。
- 1893年（明治26年）2月19日

イギリスの家畜運搬船「ナローニック」が大西洋上で失踪。乗員乗客合わせて74人全員行方不明。
- 1898年（明治31年）7月4日

セーブル島沖で濃霧の中フランスの客船「ラ・ブルゴーニュ」とイギリスの帆船「クロマーティシャイア」が衝突し「ラ・ブルゴーニュ」が沈没。549人が死亡。生存者の半数以上が乗員であった。

## 1900年代
- 1904年（明治37年）6月15日

ニューヨーク・イースト川で遊覧船「ジェネラル・スローカム」が火災。犠牲者1031人。
- 1905年（明治38年）8月22日

瀬戸内海姫島灯台付近でイギリス船「バラロング」と軍用船「金城丸」が衝突し「金城丸」が沈没。165人が死亡・行方不明。
- 1906年（明治39年）10月22日から24日

東シナ海を北上した台風により、五島列島周辺に出漁していた珊瑚採取船が多数沈没。死者1300人。珊瑚採取船は貧弱な手漕ぎ船であり、これ以前にも大規模な海難事故が発生していた。
- 1908年（明治41年）3月23日

午前2時30分頃、北海道恵山岬灯台北東沖で日本郵船の汽船「陸奥丸」と北海道炭鉱の「秀吉丸」が衝突し、僅か30分で「陸奥丸」が沈没。付近を航行中であった貨物船長久丸及び大湊要港部から派遣された駆逐艦が捜索に当たったが、一名の遺体を発見したのみであった。陸奥丸の乗客乗員289名中226名が死亡または行方不明となっている。
- 1909年（明治42年）1月23日

アメリカ東海岸で濃霧の中、客船「リパブリック」が客船「フロリダ」と衝突し、翌24日に「リパブリック」が沈没した。死者6名。
- 1909年（明治42年）7月26日

イギリス船籍貨客船「ワラタ」が南アフリカ・ダーバンから出航後、消息を絶つ。サイクロンに遭遇、転覆・沈没したと推定される。乗員乗客211名全員が行方不明。

## 1910年代
- 1910年（明治43年）1月23日

逗子開成中学校・高等学校の生徒ら12人が七里ヶ浜沖で遭難し、全員死亡。三角錫子の作詞で鎮魂歌として「真白き富士の根」が作られ、遭難地点に近い稲村ヶ崎に慰霊碑が建立された。
- 1910年（明治43年）4月15日

日本海軍の「第六潜水艇」が、広島湾でガソリン潜航実験の訓練中に沈没。艇長佐久間勉大尉以下乗員14名全員殉職。後日引き上げられ、最後まで規律を保って配置を守っていた乗組員の遺体と、佐久間が絶命の瞬間まで書き綴った遺書が発見された。その様子は国内では教科書や軍歌に取り上げられるほどの社会現象となり、アメリカ・イギリスなどにおいても大きな話題となった。

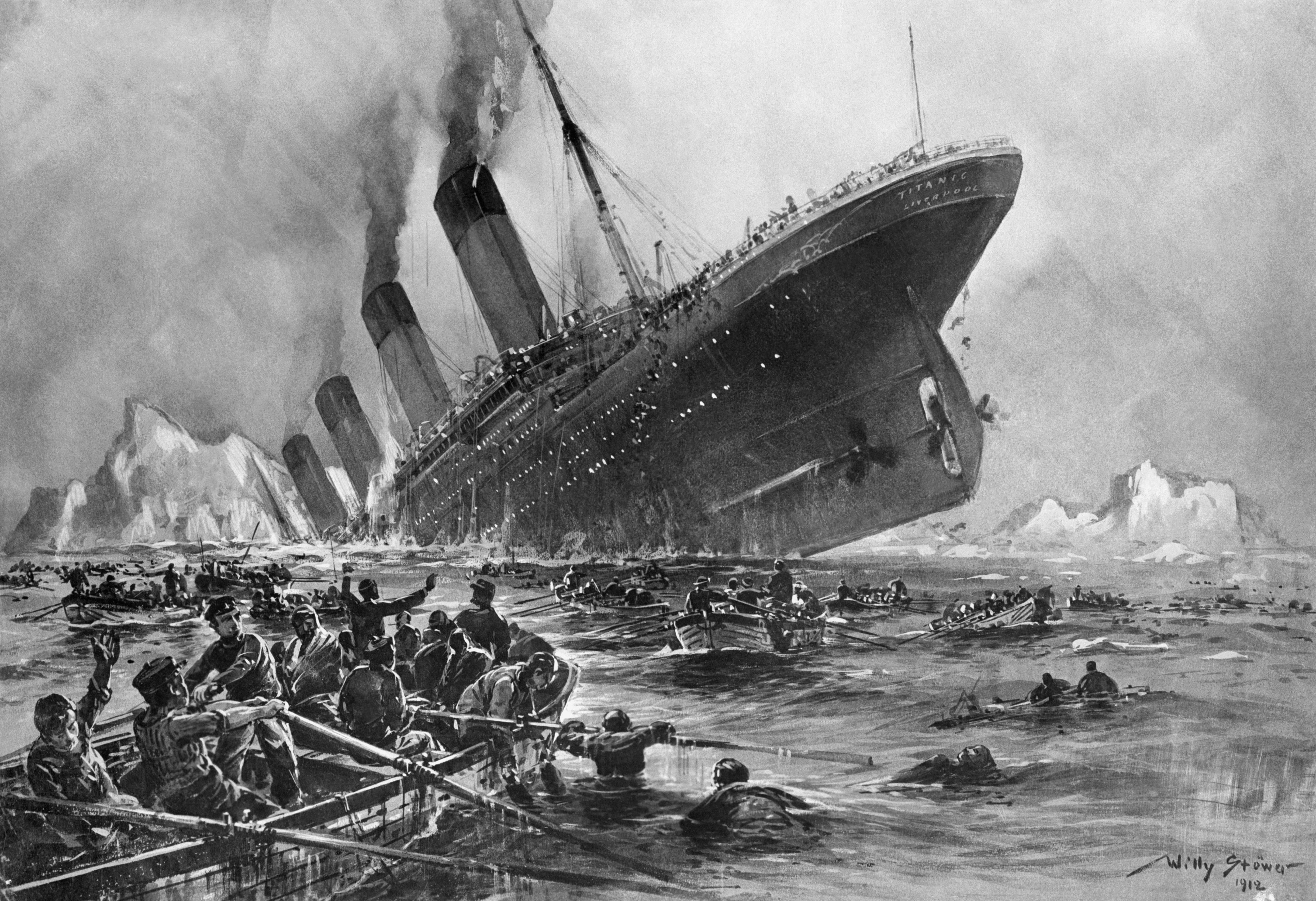
タイタニック号

- 1912年（明治45年）4月14日 - タイタニック号沈没事故

イギリス船籍客船「タイタニック」が処女航海中、氷山に衝突して沈没。1514人が死亡。
- 1912年（明治45年）5月4日

北海道岩内町沖合で暴風雨のため漁船31隻が遭難。死者・行方不明者115人。
- 1912年（大正元年）9月1日

伊豆の神子元島と新島の間で石炭運搬船「幸運丸（2,878トン）」が沈没。乗員42名中40名死亡。
- 1912年（大正元年）9月23日

青森県の尻屋崎の沖合いで石炭運搬船「相川丸（1,536トン）」が台風による暴風雨で沈没。乗員33名全員死亡。
- 1914年（大正3年）4月16日

高知県須崎沖合で、暴風雨のため漁船84隻が沈没。乗組員多数が行方不明。
- 1914年（大正3年）5月29日

カナダ船籍客船「エンプレス・オブ・アイルランド（14,191トン）」が濃霧のセントローレンス川でノルウェー船籍貨物船「ストールスタッド（6,028トン）」と衝突して沈没。1024人が死亡・行方不明。
- 1916年（大正5年）4月23日

中国の軍隊輸送船「新裕」が漁山列島付近で護衛の海容級防護巡洋艦「海容」に衝突されて搭載弾薬が爆発して沈没。死者約1000人。
- 1918年（大正7年）5月5日

愛媛県白石ノ鼻沖で石崎汽船の第四相生丸が沈没、修学旅行帰りの小学生ら50名死亡。

### 第一次世界大戦時
- 1916年（大正5年）11月21日

イギリス軍に病院船として徴用された客船「ブリタニック」がドイツ軍の機雷に触れて沈没。死者30名。
- 1917年（大正5年）2月21日

イギリス軍に輸送船として徴用された客船「メンディー」が貨物船「ダッロ」に衝突されて沈没。死者646名。
- 1917年（大正6年）12月6日 - ハリファックス大爆発

カナダのハリファックス港で軍用火薬を積んだ船と貨物船が衝突して大爆発を起こした。両船だけでなく、付近にいた船を巻き込み、ハリファックス市街に重大な被害をもたらす大災害となった。死者約2,000人。
- 1918年（大正7年）1月31日〜2月1日 - メイ島の戦い

イギリス海軍による夜間演習で、濃霧の中8隻の艦艇が関与して5件の衝突事故が発生した。潜水艦2隻が沈没、潜水艦4隻と巡洋艦1隻が損傷。死者270名。
- 1918年（大正7年）3月

アメリカの給炭艦「サイクロプス」（乗艦者305名）がブラジルからボルチモアへ向かう途中、消息を絶ち二度と発見されなかった。
- 1918年（大正7年）10月4日

日本郵船の貨客船「平野丸」がアイルランド沖合でドイツ潜水艦の攻撃を受けて沈没。死者120人。
- 1918年（大正7年）10月6日

イギリス軍に輸送船として徴用された客船「オトラント」が同じ護送船団に参加していた同「カシミール」に衝突されて沈没。死者431名。
- 1918年（大正7年）日時不詳

日本の「第二勢至丸」がカムチャツカへ向けて航行中に行方不明。死者139人。

## 1920年代
- 1921年1月

商業スクーナー（帆船）「キャロル・ディアリング号」が、アメリカ合衆国ノースカロライナ州のハッテラス岬（Cape Hatteras）沖において座礁。2月4日に救助が到着した時には、誰も乗っていなかった。
- 1922年（大正11年）8月26日

カムチャツカ半島で漁業保護任務中の巡洋艦「新高」がオジョールナヤ基地沖で停泊中に暴風に遭遇し走錨。海岸に座礁、転覆した。15人は救助されたが、残りの327人は死亡した。
- 1923年（大正12年）9月8日 - ホンダポイント遭難事件

カリフォルニア州沖で訓練航行中の14隻の駆逐艦のうち9隻が次々に座礁し、7隻が喪失。2隻で計23名が死亡。
- 1924年（大正13年）7月27日

樺太の大泊港と北海道小樽港を結ぶ連絡船「大礼丸」が能登呂岬沖合で沈没。196人が死亡。
- 1924年（大正13年）12月11日

京都府舞鶴港に向かっていた海軍の工作艦「関東」が、吹雪の気象条件のなか位置を誤認もしくは確認できないまま航路を逸脱。福井県下糠浦海岸の二ッ栗岩に座礁して沈没、乗組員と便乗者の合わせて99名が死亡。
- 1926年（大正15年）4月26日

幌筵島沖を航行中の蟹工船「秩父丸」が座礁沈没し、182人死亡。
- 1926年（大正15年 / 昭和元年）12月 - 良栄丸遭難事故

漁船「良栄丸」（42トン）が本州東方海上で機関が故障して航行不能となって漂流。乗組員全員が餓死した後、翌年の10月末に北アメリカ西岸に漂着した。
- 1927年（昭和2年）8月24日 - 美保関事件

島根県美保関沖で夜間演習中の軽巡洋艦「神通」と駆逐艦「蕨」が衝突して「蕨」が沈没、軽巡洋艦「那珂」と駆逐艦「葦」も衝突し、将兵119名が殉職した。「神通」艦長水城圭次大佐は軍法会議にかけられ、判決の前日に自決した。

## 1930年代

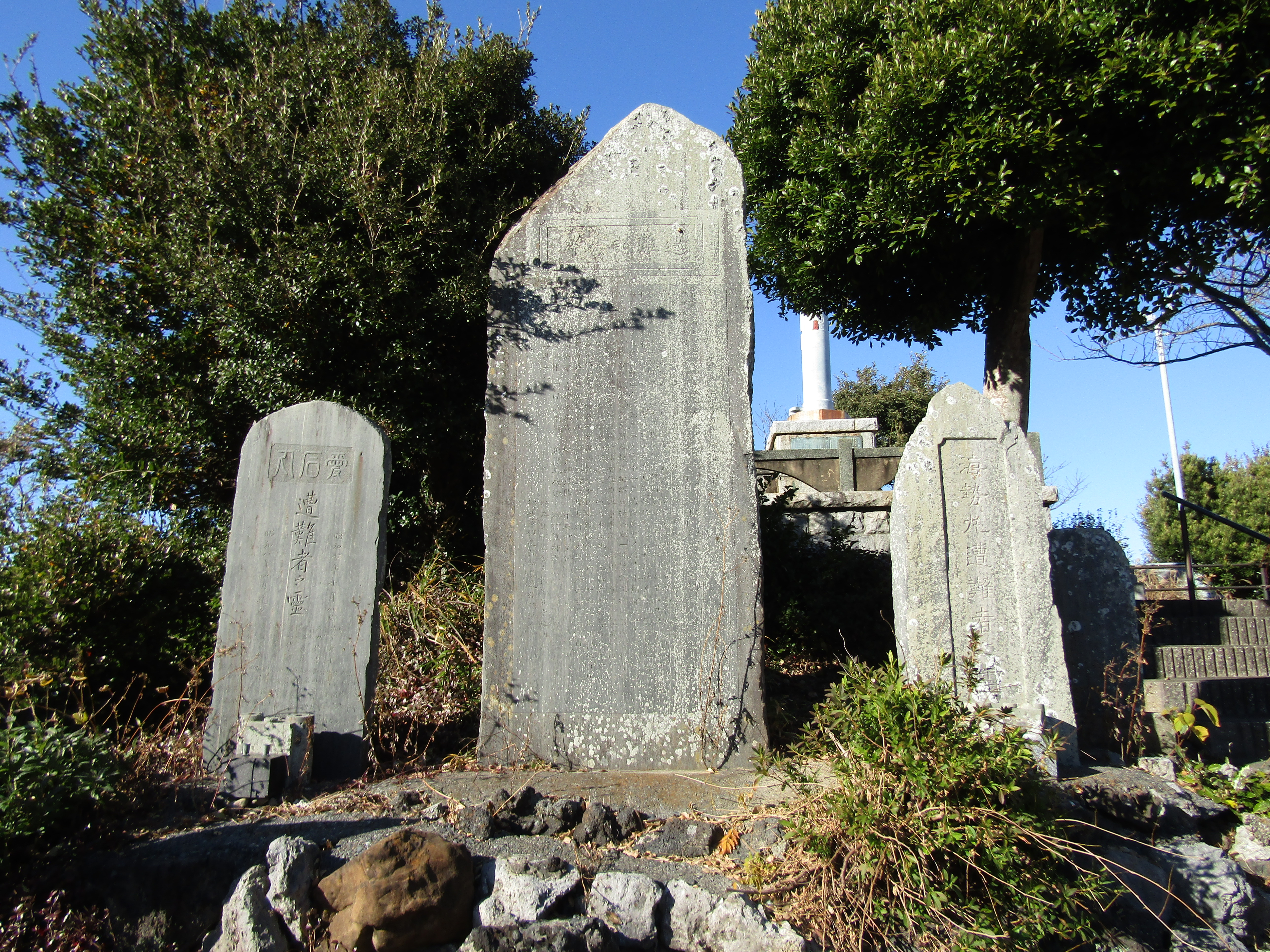
海勢丸と愛石丸の海難事故の石碑。中央は海難記念碑。

- 1930年（昭和5年）3月3日

青森県尻屋崎沖合で神戸村尾汽船の貨物船（船名不詳）が沈没。乗組員30人死亡。
- 1931年（昭和6年）2月9日

神戸港付近で尼崎汽船の「菊水丸（トン数不詳）」とフランスの汽船（船名不詳）が衝突。両船が沈没して28人が死亡。
- 1931年（昭和6年）9月12日

長崎県五島列島付近で長崎県水産試験場の試験船「長洋丸（41トン）」が台風による暴風雨で沈没。乗組員14人が死亡。
- 1931年（昭和6年）10月1日

アラスカ沿岸で貨物船「ベイチモ（1,322トン）」が叢氷に閉じ込められ放棄された。
- 1932年（昭和7年）3月16日

香川県多度津町沖合で「天竹丸（トン数不詳）」が沈没。乗組員16人が死亡。
- 1932年（昭和7年）8月16日

愛媛県の釣島海峡で「日福丸（トン数不詳）」と「日出丸（トン数不詳）」が衝突。日福丸が沈没して乗組員19人が死亡。
- 1932年（昭和7年）9月13日

広島県音戸町と鍋桟橋（いずれも現呉市）を結ぶ汽船が転覆、沈没。死者・行方不明者29人。定員23人の小型船に6倍近くの137人が乗ったことによる事故。
- 1932年（昭和7年）10月14日

小笠原諸島の沖合で静岡県地頭方村の漁船「海勢丸（トン数不詳）」と「愛石丸（トン数不詳）」が難破。乗組員1人を除く118人が死亡した。
- 1933年（昭和8年）1月24日

愛媛県南宇和郡内海村（現: 愛南町）の沖にて南宇和郡深浦港行の連絡船「第3大和丸（45トン、乗員乗客24名）」が沈没。生存は乗組員1名のみで残りの23人は死亡した。
- 1933年（昭和8年）5月31日

広島県宇品港で火薬運搬船（船名、トン数不詳）が爆発。船長夫妻が死亡、周囲の工場や民家500戸余りに被害。
- 1933年（昭和8年）10月1日

熊本県三角港の沖合で観光船（船名、トン数不詳）が沈没。乗客ら90人が死亡。
- 1933年（昭和8年）10月20日

兵庫県神戸市須磨区沖合で客船「屋島丸（946トン）」が台風接近による暴風雨のため沈没。乗客41人、船員26人死亡、乗客2人行方不明。後に被害をもたらした台風は屋島丸台風と名付けられた。
- 1933年（昭和8年）11月17日

沖縄諸島で富山県高岡市の貨物船「盛典丸（1440トン）」が沈没。船長ら19人が死亡、機関士ら17人は一週間漂流後に救助された。
- 1933年（昭和8年）11月30日

東京都大島灘でで「浅間丸（トン不詳）」が難破。乗組員17人が死亡。
- 1934年（昭和9年）3月12日 - 友鶴事件

日本海軍の水雷艇「友鶴」が長崎県佐世保港外で演習中に転覆。乗員100名が死亡。
- 1934年（昭和9年）3月24日 - 神竜湖遊覧船沈没事故

広島県の帝釈峡にある神竜湖の遊覧船が沈没。比婆郡田森村（現: 庄原市東城町）の粟田尋常高等小学校児童の卒業遠足一行（計42名）が乗船しており、児童12名と引率教諭2名、合計14名が死亡した。
- 1934年（昭和9年）9月8日 - モロ・キャッスル号火災事故

大西洋でアメリカのクルーズ客船「モロ・キャッスル」が火災を起こし全損。死者135人。公式には事故とされるが、「放火した」と発言している乗組員がいる。
- 1934年（昭和9年）11月8日

新潟県佐渡島沖合で朝鮮郵船の「羅南丸（1252トン）」が船倉から出火後に沈没。乗組員41人が死亡。
- 1934年（昭和9年）12月28日

宮城県松島湾で東北帝国大学と第二高等学校のボートが遭難。ボート部員10人が死亡。
- 1934年(昭和9年)

済州島沖で演習中だった暁型駆逐艦四番艦｢電｣と吹雪型駆逐艦四番艦｢深雪｣が濃霧の中衝突して｢深雪｣が船体断裂により沈没、｢電｣も約三ヶ月の復旧工事が必要になった。
- 1935年（昭和10年）1月21日

広島県の尾道市を出航して豊島へ向かう汽船「大崎丸（33トン）」が生野島沖で暴風雨によって沈没。乗っていた30名以上のうち11名が死亡。
- 1935年（昭和10年）7月3日

大分県の別府港を出航して兵庫県神戸市へ向う途中の大阪商船の客船「緑丸（1,724トン）」が小豆島地蔵埼付近で、濃霧の中大連汽船の「千山丸（2,775トン）」と衝突。この事故で船腹に衝突された「緑丸」は3分ほどで沈没。乗員ら86名が死亡。
- 1935年（昭和10年）9月25日

島根県波根西村の沖合で出漁中の漁船団が竜巻に遭遇。15隻が沈没して乗組員62人が死亡。
- 1935年（昭和10年）9月26日 - 第四艦隊事件

日本海軍第四艦隊が岩手県沖の太平洋で演習中、台風に遭遇。54名が死亡。
- 1936年（昭和11年）1月30日

長崎県から大阪府に石炭を運ぶ途中の福岡県の貨物船「彦山丸（929トン）」が博多湾の沖で遭難。22名が死亡。
- 1936年（昭和11年）2月5日

貨物船「雲南丸」（2,200トン）が中国の大連港から横浜港へ向かう途中に和歌山県の樫野埼沖で遭難。乗員40名が死亡。後日、漂流していた船員1人の遺体が回収された。
- 1936年（昭和11年）5月19日

埼玉県の川柳村から彦成村へと通う中川の彦成の渡し船が定員20名のところ、無理に36名を乗せて出航したところ川を半分ほど渡ったところで浸水して沈没、10名が死亡。
- 1936年（昭和11年）6月21日

愛知県八開村（現：愛西市）の木曽川渡船場で渡し船が定員を超えた状態で出航したところ沈没して8名が死亡。
- 1936年（昭和11年）10月22日

樺太・栄浜村沖で「相州丸（1,219トン）」が浅瀬に座礁する事故が起きた。「相州丸」は救助船「大浦丸」に曳航されて函館港に向かっていたが、「大浦丸」は天売島沖で舵を損傷。「相州丸」は23日に増毛町の南に漂着した。また「大浦丸」の救難ボートに乗り移った者もいたが、この救難ボートは23日に留萌市付近に着岸する前に転覆した。これらの事故により19名が行方不明になった。
- 1937年（昭和12年）1月12日

北海道小樽港から静岡県清水港へ向けて航行中の石炭運搬船「愛国丸（3,212トン）」が暴風雪により積丹岬（入舸村）沖合いにて座礁、船体が二つに折れて沈没、33名が死亡または行方不明。同船は石炭を4293トン積載していた。
- 1937年（昭和12年）2月14日

横浜から函館へ向っていた貨物定期船「小樽丸（1,464トン）」が吹雪で荒れる太平洋上、青森県沖合（東経142度北緯41度付近）で座礁したことを伝える無線を発し行方不明となり、後日沈没しているのが発見された。乗組員36名全員死亡。
- 1937年（昭和12年）12月1日

大阪府安治川河口付近で大阪市営渡船「第3桜島丸（トン数不詳）」が転覆。乗客17人が死亡、数人が行方不明。
- 1937年（昭和12年）12月18日

朝鮮半島木浦市の沖合で漁船団約600隻が強風に遭い転覆。乗組員約3000人が行方不明。
- 1937年（昭和12年）12月26日

大阪川口尼崎汽船の貨物船「羽衣丸（322トン）」が神戸港から下関港へ向かう途中で乗員19人ともども行方不明。
- 1938年（昭和13年）1月2日

広島県宇品港の沖合で江田島汽船の「みどり丸（14.5トン）」が強風のため沈没。乗客43人が死亡。
- 1938年（昭和13年）1月27日

北海道銭函町約8km沖合で石炭運搬船「昭広丸（1222トン）」が時化のため救難信号を出した後に沈没。死者・行方不明31人。同船は石炭を1550トン積んであり、激浪が船内に入り込み沈没に至ったと判断された。
- 1939年（昭和14年）2月2日

豊後水道で潜水艦「伊号第六十三潜水艦」と「伊号第六十潜水艦」が衝突。「伊六三」が沈没して死者81人。
- 1939年（昭和14年）5月21日

山口県下関市船島の沖合で山下汽船のチャーター船「恒彦丸（3973トン）」が錨を入れ替えた際に朝鮮郵船の「咸興丸（トン数不詳）」と接触。さらに漂流して門司港内で三井物産の「瑞光丸（4153トン）」と衝突して沈没。乗船者19人が死亡。
- 1939年（昭和14年）11月1日

新潟県阿賀野川河口で渡船（船名、トン数不詳）が沈没。乗客ら30人が死亡。
- 1939年（昭和14年）12月12日

北海道猿払村沖のオホーツク海にてソ連貨客船「インディギルカ」が座礁沈没、700人以上が死亡。ソ連崩壊後に「『インディギルカ』は政治犯および家族の護送船であった」との説が発表された。

## 1940年代
- 1940年（昭和15年）1月6日

釜山市沖合で密航船「第3共栄丸」（15トン）が沈没。114人が行方不明。
- 1940年（昭和15年）3月16日

和歌山県和歌浦で和歌山中学校ボート部のボートが転覆。部員8人死亡（和歌山中学漕艇部遭難事故）。
- 1940年（昭和15年）3月17日

福岡県博多築港沖合で定期船「広博丸」（トン数不詳）と貨物船（船名、トン数不詳）が衝突。11人が死亡、4人が行方不明。
- 1940年（昭和15年）6月30日

沖縄県平良港（現宮古島市）から伊良部島に向かう貨客船「伊良部丸」（15トン）が伊良部港沖300m付近で沈没。75人が死亡・行方不明となった。原因は船の老朽化と定員オーバーと見られた。
- 1940年（昭和15年）9月

八丈島の沖合で静岡県御前崎村の漁船「福吉丸」（トン数不詳）が遭難。乗組員16人が死亡。
- 1941年（昭和16年）1月20日

東京湾にて季節風に伴う突風が吹き荒れ数多くの小型漁船が次々と遭難する事態となった。その被害は翌21日までの間に死者20名、行方不明7名にも及んだ。
- 1941年（昭和16年）4月6日 - 琵琶湖遭難事故

琵琶湖に面する滋賀県大津市に合宿していた第四高等学校（現：金沢大学）の漕艇部員8名と他の3名（合計11名）が強風の中を同県今津町（現：高島市）から琵琶湖へボートを出艇させて遭難し、全員が死亡した。遭難の原因は強風で転覆したものと推測されるが全員が死亡したため詳細は不明。なお、この事故は後日、その悲劇を悼む歌として「琵琶湖哀歌（歌は東海林太郎と小笠原美都子）」としてレコード発売された事により全国的に有名な事件となった。
- 1941年（昭和16年）5月18日

香取神宮（千葉県）や鹿島神宮（茨城県）への参拝客77名を乗せた水郷汽船「水郷丸30号」（4トン）が鹿島郡豊津村（現：鹿嶋市）から潮来町（現：潮来市）へ向かう途中の利根川で転覆・沈没し49名が死亡。定員30人のところを77名も乗せて運航したのが原因とされた。
- 1941年（昭和16年）6月3日

北海道で北日本汽船の「福栄丸」（トン数不詳）が沈没。乗客ら17人が死亡。
- 1941年（昭和16年）9月15日

サハリン東岸沖合で神戸巴組の「得山丸」（5230トン）と大阪橋本汽船の「幸喜丸」（5290トン）が濃霧のため衝突、沈没。乗組員18人が死亡・行方不明。
- 1942年（昭和17年）2月9日

ニューヨーク港で軍の徴用に向けて改装中だった「ノルマンディー」が火災を起こし、消火時の放水で浸水したことにより転覆。船体が巨大であったこと、狭い埠頭で転覆したことから上部構造物を全て撤去して引き上げたが、結局第二次世界大戦後に解体された。
- 1942年（昭和17年）11月11日

中国長江河口沖合で東亜海運の「神戸丸」と日本郵船の「天山丸」（双方、トン数不詳）が衝突、沈没。死者47人。
- 1942年（昭和17年）12月31日

香川県苗羽村（現：小豆島町）柚の浜沖合で内海汽船所属の「錦丸」（42トン）が転覆。4人は泳ぎ着いて救助されるも死者・行方不明者72人（推定）。
- 1943年（昭和18年）4月7日

佐賀県の有明海でウミタケ漁をしていた南川副村、大詫間村の漁船が遭難。約70人が死亡。
- 1943年（昭和18年）4月9日

長崎県鷹島村沖合で連絡船「殿浦丸」（トン数不詳）の機関室から浸水して沈没。乗客ら104人が死亡。
- 1943年（昭和18年）7月15日

愛媛県難波村（現：松山市）波妻ノ鼻沖合で、関西汽船の貨客船「浦戸丸」（1,326トン）が宮地汽船の貨物船「聖山丸（4,232トン）」と衝突して沈没。死者・行方不明323名。
- 1944年（昭和19年）2月6日 - 第六垂水丸遭難事故

鹿児島県垂水港を出港した垂水汽船「第六垂水丸」が転覆沈没。原因は定員の2倍の人員となる700人超を乗せたことによる復元力低下。死者数は長らく不明とされてきたが、後年、547人と特定されている。当初、船長は定員超過を危惧して出航を見合わせていたが、客からの脅迫により出航を余儀なくされ、出港後約200m先で方向転換したところでバランスを崩して転覆したと伝えられる。
- 1944年（昭和19年）6月13日

伊予灘で試験潜行中の潜水艦「伊号第三十三潜水艦」が浸水し沈没、死者102名。8年後に引き上げられた。
- 1944年（昭和19年）12月 - コブラ台風

アメリカ海軍第38任務部隊がフィリピン沖で台風に遭遇し、駆逐艦3隻沈没など大きな損害を出した。
- 1944年（昭和19年）12月24日 - 近海丸沈没事故

長崎交通船の木造船「近海丸」が長崎市小江町沖で沈没し、273人死亡。過積載が原因とされる。
- 1945年（昭和20年）3月6日

青森港内にて青函連絡船の「第五青函丸」が折からの暴風に煽られ防波堤に接触し浸水、沈没した。死者・行方不明者82名。戦時設計のため二重船底が廃止された上に外板が薄く設計されていたこと、重心が高かったことなどが沈没の要因としてあげられる。
- 1945年（昭和20年）8月24日 - 浮島丸事件

朝鮮人労働者とその家族を乗せた「浮島丸」が舞鶴湾内で機雷に触れて沈没。乗員と便乗者549名が死亡。
- 1945年（昭和20年）10月7日

神戸魚崎沖で客船「室戸丸」が機雷に触れて沈没し、死者・行方不明475人。
- 1945年（昭和20年）10月13日

神戸沖で客船「華城丸」が機雷に触れて沈没し、死者・行方不明175人。
- 1945年（昭和20年）10月14日

壱岐島沖で客船「珠丸」が機雷に触れて沈没し、死者・行方不明545人。
- 1945年（昭和20年）11月1日 - 栄丸遭難事件

台湾からの引き揚げ船「栄丸」が座礁沈没し、死者約100人。
- 1945年（昭和20年）11月6日 - 第十東予丸沈没事故

尾道港発今治港行き瀬戸内海汽船の今尾連絡船「第十東予丸（162トン）」が、荒天の中、定員210人の3倍を超える乗客を乗せた為、復元力を失って伯方島木浦港沖で転覆・沈没し、死者・行方不明397名を出す惨事になった。地元で架橋運動が始まるきっかけとなり、1957年の第五北川丸沈没事故もあり、しまなみ海道の建設につながった。
- 1945年（昭和20年）12月9日 - せきれい丸沈没事故

荒天の明石海峡で「せきれい丸（定員100人）」が転覆し沈没。304名が死亡または行方不明。
- 1948年（昭和23年）1月28日

阪神港 - 多度津港航路の関西汽船「女王丸」が瀬戸内海牛窓沖で機雷に触れて沈没。死者行方不明183名。
- 1948年（昭和23年）12月4日

上海の北約80kmの黄浦江河口付近で客船「江亜」が機雷に接触し沈没。2,750人～3,920人が死亡。
- 1949年（昭和24年）1月27日 - 太平輪沈没事故

国共内戦期に上海から台湾に向かう客船「太平輪」が貨物船「建元輪」と、舟山群島付近で過積載と無灯火により衝突し両船とも沈没した。約1,000人が死亡。
- 1949年（昭和24年）1月30日

千葉県香取郡高岡村（現:成田市）の利根川にある「高岡の渡し」で、渡し船が対岸の茨城県側にある大島渡船場へと向かう途中で転覆して沈没、乗っていた31名のうち19名が死亡。
- 1949年（昭和24年）2月28日

秋田県入道崎沖合で、汽船「雲仙丸（640トン）」が沈没。乗員・乗客のうち死者・行方不明者13人。
- 1949年（昭和24年）6月18日から6月21日

デラ台風が日本列島を縦断。各地で船舶流失・沈没661隻、船舶破損1928隻。
- 1949年（昭和24年）6月21日

大分県姫島村沖合で、今治港発門司港行の定期連絡船「青葉丸（599トン）」が沈没。死者134人。
- 1949年（昭和24年）8月15日から8月18日

ジョディス台風が九州地方、中国地方に被害を与える。船舶の沈没・流失90隻、船舶の破損25隻。
- 1949年（昭和24年）11月12日

香川県小豆島沖合で八千代汽船の貨客船「美島丸（138トン）」が沈没。乗員・乗客57人のうち行方不明47人。
- 1949年（昭和24年）11月26日

福島県豊間町沖合で定期船「金加丸（2500トン）」とサンマ漁船「大正丸（35トン）」が衝突。漁船が沈没して死者14人。

### 第二次世界大戦時

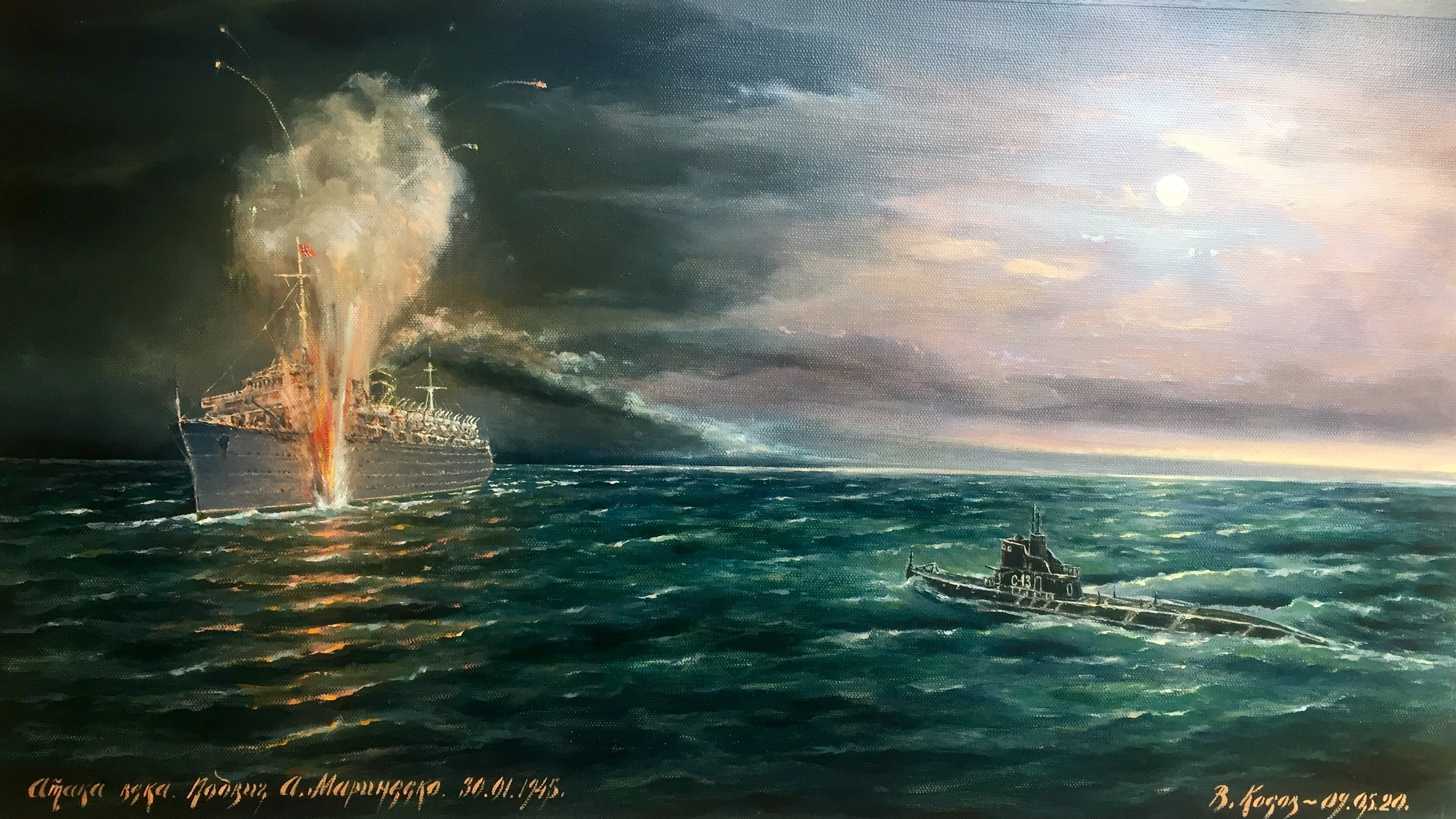
ヴィルヘルム・グストロフの撃沈を描いた絵

- 1942年（昭和17年）5月12日

客船「長崎丸」（5,268トン、東亜海運）が上海から長崎港外に到着し、附近の哨戒艦と連絡のため指定航路を僅かに外れた時、日本海軍の機雷に触れて沈没。死者13名、行方不明者26名。生き延びてしまった菅源三郎船長の切腹と言う壮絶な結末で有名な海難事故。
- 1943年（昭和18年）3月19日

大阪商船貨客船「高千穂丸」、米潜水艦「キングフィッシュ」の雷撃により沈没。乗客844名が死亡。
- 1943年（昭和18年）10月7日

鉄道省の関釜航路の鉄道連絡船である「崑崙丸」がでアメリカ海軍の潜水艦ワフーの雷撃を受けて沈没。
- 1944年（昭和19年）2月25日

輸送船「丹後丸」と「隆西丸」が米潜水艦「ラッシャー」により連続撃沈。後者だけで4968-4999人が死亡。
- 1944年（昭和19年）6月29日

軍隊輸送船「富山丸」が徳之島沖で米潜水艦「スタージョン」の雷撃により沈没、3680-3874人が死亡。
- 1944年（昭和19年）8月22日

沖縄からの児童疎開船「対馬丸」が米潜水艦「ボーフィン」の雷撃により沈没。疎開児童708名を含む1484名が死亡。3隻の疎開船団（「対馬丸」「暁空丸」「和浦丸」）の唯一の犠牲。また、沖縄本島からの疎開船（延べ187隻）の中で唯一、撃沈された船でもある。
- 1944年（昭和19年）9月18日

輸送船「順陽丸」が英潜水艦「Tradewind」の雷撃により沈没。連合国軍の捕虜など約5620名が死亡。
- ヴィルヘルム・グストロフの撃沈を描いた絵1945年（昭和20年）1月30日

バルト海にてドイツ客船「ヴィルヘルム・グストロフ」がソ連潜水艦「S-13」の雷撃により沈没。乗船していた難民など9331名が死亡。
- 1945年（昭和20年）2月10日

ドイツ客船「シュトイベン」がソ連潜水艦「S-13」の雷撃により沈没。難民など4500人が死亡。
- 1945年（昭和20年）4月1日 - 阿波丸事件

安全航行を保障されていた緑十字船「阿波丸」が台湾海峡にて米潜水艦「クイーンフィッシュ」により撃沈される。乗客2000人以上が死亡。艦長は阿波丸に対する攻撃を敢行し撃沈してしまい、しかも標的が軍艦だと誤認して攻撃している。クイーンフィッシュのチャールズ・E・ラフリン艦長は「不注意」ということで軍法会議で有罪判決（戒告処分）を受けている。
- 1945年（昭和20年）4月16日

ドイツの貨物船「ゴヤ」がソ連潜水艦「L-3」の雷撃により沈没。難民など6666名が死亡。
- 1945年（昭和20年）5月3日

ドイツ客船「カップ・アルコナ」が英空軍の空襲により沈没。5594名が死亡。強制収容所の収容者が多く犠牲となった。
- 1945年（昭和20年）7月29日

米重巡洋艦「インディアナポリス」が日本潜水艦「伊号第五八潜水艦」の雷撃により沈没。米海軍は同艦沈没の事実を人為的ミスによって丸四日間気付かず、乗員1196名中、880名が死亡した。同艦は広島へ投下された原子爆弾「リトルボーイ」の輸送任務を終えた直後だった。生き残ったチャールズ・B・マクベイ3世艦長は軍法会議にかけられ有罪となり、1968年に自殺している。この事件は海軍の真相隠蔽疑惑と、マクベイ艦長の名誉回復を巡って長らく論争が続いていたが2000年に米国議会で名誉回復が決まった。
- 1945年（昭和20年）8月22日 - 三船殉難事件

樺太からの引き揚げ船「小笠原丸」・「第二号新興丸」・「泰東丸」が、ソ連潜水艦（L-12、L-19）の雷撃・砲撃を受け「小笠原丸」と「泰東丸」が沈没、「第二号新興丸」が大破した。1700人以上が死亡。犠牲者の大半は民間人。

## 1950年代

### 1950年（昭和25年）
- 3月26日

静岡県伊東市の「盛徳丸（30トン）」が伊豆大島の沖合いで沈没。乗組員32名が死亡。
- 7月27日

広島県佐伯郡にある長島の近くで漁船が操業していたところ、付近に浮遊していた大型磁気機雷が爆発。これにより漁船4隻が大破し2隻が損壊した。死者・行方不明者46人。
- 9月3日

和歌山県箕島町沖合で操業中の打瀬船がジェーン台風の影響により遭難。3隻が沈没、19隻流失、21隻が破損。死者・行方不明者100余人。
- 9月19日

北海道厚岸郡の霧多布沖で日本水産の捕鯨船が暴風雨に遭い、救難信号を出した後に転覆。行方不明21人（乗員全員）。
- 9月21日

三重県南牟婁郡北輪内村（現：尾鷲市）の漁船が岩手県三陸海岸の魹ヶ崎（とどがさき）付近で行方不明。48名死亡。
- 11月9日

愛媛県の今治市から大阪へ向かう定期旅客船「第2高島丸（161トン）」が沈没。16名が死亡。
- 11月27日

北海道南部で暴風、暴雪。操業中の漁船が多数沈没して死者・行方不明者34人。
- 12月10日

長崎から名古屋へ向かっていた「豊丸（725トン）」がSOSを発信した後に消息不明となった。その後救命ボートに乗っていた5名が助かったが26名が犠牲となった（なお沈没を報じた日本経済新聞では船名を「富丸」としている）。
- 12月18日

青森県の深浦町沖にて東邦海運の貨物船（1,684トン）が座礁の後に沈没。乗組員40名が死亡。

### 1951年（昭和26年）
- 1月22日

横浜市の大岡川に浮かぶ日雇い労務者用の水上ホテルが転覆。7名が犠牲となった。定員250人のところに432名が乗り込みバランスが崩れたのが原因と思われた。
- 2月6日

佐賀県東松浦郡名護屋村（現: 唐津市）の波戸岬の沖で貨物船（880トン）が座礁した後に沈没。33名死亡。
- 2月14日 - 2月15日

東京湾および関東付近の太平洋で吹雪まじりの嵐となり漁船などの連続遭難事件が発生した。14日と15日の両日だけで小型漁船を中心に沈没43隻、流失46隻、損壊15隻、行方不明9隻、座礁6隻を出す事態となった。
- 8月3日

福島県にある桧原湖にて遊覧船（定員60名）が定員をオーバーする乗客を乗せて沈没。女子中学生1名死亡。
- 8月4日

岡山県小串港沖で定期連絡機帆船「備讃丸（19.72トン）」が沈没。

### 1952年（昭和27年）
- 6月23日

ルース台風の影響により全国（北海道、東北地方を除く）各地で遭難続出。船舶沈没32隻、船舶流失58隻、船舶破損35隻。
- 9月24日

第五海洋丸の遭難が発生。当時活発な活動を繰り返していた海底火山明神礁の調査に向かった海上保安庁の測量船「第五海洋丸」が、明神礁付近で調査を行っている際に突如発生した海底火山噴火に巻き込まれて沈没。船長以下乗組員22名、学術調査員9名、計31名全員が死亡。
- 10月19日

静岡県の漁船「福徳丸（64トン）」が宮城県塩釜港外の太平洋で沈没。死者21人。
- 10月22日

北海道の稚内沖で「日進丸」が定置網の引き上げに出航したまま行方不明になった。31名が乗り組んでいたが強風により沈没したものと思われる。
- 10月26日

千葉県天津町（現：鴨川市）の漁船が岩手県の釜石市沖で沈没。行方不明19人、救助1人。

### 1953年（昭和28年）
- 1月9日

韓国釜山港沖で「昌景号（창경호）」が、強風により転覆し沈没。229名が死亡。
- 2月4日 - 新生丸沈没事故

沖永良部島から与論島へ向っていた機帆客船「新生丸（18.5トン）」が沈没。乗客82名のうち80名が死亡。
- 2月15日

米国の貨物船「チャイナベア号（8258トン）」と日本の水産指導船「白鳥丸（158トン）」が静岡県白浜沖の太平洋で衝突。これにより水産指導船が沈没して11名が死亡した。
- 2月22日

大洋漁業所属の漁船「第11東丸（144トン）」が静岡県石廊崎沖合で消息を絶った。同年2月25日に沈没と乗組員46名全員の死亡を確認。
- 8月2日

福島県のカツオマグロ漁船「みどり丸（98トン）」が宮城県の金華山沖で消息を絶った。海上保安庁だけでなく在日米軍の協力も得て海難地点付近を捜索したが「みどり丸」のものと思われる釣竿や魚を入れる道具しか発見できないまま8月8日に捜索を打ち切った。乗員51名全員が行方不明。
- 12月26日

静岡県焼津市、昭和漁業所属の漁船「第5幸生丸（84トン）」が宮城県の金華山沖で消息を絶った。乗組員35名全員が行方不明。

### 1954年（昭和29年）
- 1月28日 - 1月30日

北海道で荒天のため小型漁船などの連続遭難事件が発生。3日間に沈没17隻、大破11隻、中破29隻、小破21隻、座礁39隻を出し、死者・行方不明者の合計は37名にも及ぶ事態となった。
- 1月29日

水産庁の監視船、第3黒潮丸が南鳥島南方で消息を絶った。乗組員19名全員が行方不明。
- 2月12日

協和汽船の貨物船「第6大運丸（600トン）」が、静岡県天竜川河口の沖合で強風により沈没。乗組員16名全員が行方不明。
- 3月1日

マグロ漁船「第五福竜丸」がビキニ環礁にて行われた核実験「キャッスル作戦」で被曝。乗員が「死の灰」と呼ばれる放射性降下物を浴び、1名が死亡。
- 5月9日

翌10日にかけて急速に発達する低気圧（メイストーム）が北日本を通過し、北海道根室市近海で操業中のサケ・マス漁船など409隻が遭難。うち56隻が沈没・47隻が行方不明となり、乗組員約1000人が行方不明となった。低気圧通過後、巡視船やフリゲート艦による大規模な捜索が行われたが、遺体発見は3名にとどまった。
- 5月11日

貨物船「辰和丸」がフィリピン近海で台風3号に遭遇し消息不明となり、沈没と認定。
- 9月26日 - 洞爺丸事故

青函連絡船「洞爺丸」が函館市沖で台風15号（洞爺丸台風）の暴風により転覆・沈没。乗員乗客1155名が死亡。国鉄戦後五大事故の一つ。
- 洞爺丸台風では、同様に函館沖で停泊していた「北見丸（乗員70名死亡）」・「十勝丸（乗員59名死亡）」が転覆、「日高丸（乗員56名死亡）」が浸水、「第十一青函丸（乗員90名死亡）」が船体破断で沈没。あわせて1430名が犠牲となっている。

- 10月8日 - 内郷丸遭難事件

神奈川県与瀬町（現：相模原市）にある相模湖で遊覧船「内郷丸」が定員を大幅に超過した状態で運航して沈没、死者22名。
- 12月4日

青森県八戸港近くの日之出岩に漁船「第一盛喜丸（33トン）」が衝突して大破。乗組員16人が行方不明。

### 1955年（昭和30年）
- 1月7日

北海道根室市の納沙布岬沖で漁船「第八東丸（57トン）」が転覆。乗組員14名全員が死亡・行方不明となった。
- 1月7日

大阪港第3埠頭に停泊中だった関西汽船の「にしき丸（1,850トン）」から出火。その後、消火活動が始まったが消防の放水を浴びてバランスを崩して転覆・沈没した。出火の原因は船員の寝室にあった石油ストーブの火の不始末と考えられた。死者や怪我人はなかった。
- 2月7日

青森県の尻屋崎の沖合いで大阪府大阪市の五大光商船所属の貨物船「大玄丸」（918トン）が浸水し、SOS信号を発信しながら沈没。乗組員29名が行方不明となった。
- 2月15日

長崎県長崎市沖合で「第6あけぼの丸」と韓国船が衝突。乗員21名が行方不明。
- 2月16日

北海道の小樽港の沖合いで小樽石油海運のタンカー「第五葵丸」が時化で沈没。
- 5月11日 - 紫雲丸事故

いずれも宇高連絡船である「紫雲丸（貨客船）」と「第3宇高丸（貨物船）」が濃霧の中で衝突し、「紫雲丸」が沈没。死者166名、負傷者122名。国鉄戦後五大事故の一つに数えられる。
- 10月3日

ヨット「ジョイタ」が、サモア・アピアを出航後失踪。11月10日にフィジー北方沖で無人のまま漂流しているのを発見された。乗員乗客25人全員行方不明。
- 12月16日

和歌山県潮岬の南方海上で、台風28号の影響により遠洋マグロ漁船3隻が遭難。乗組員62名が行方不明。
- 12月26日

青森県八戸市浜市川の海岸で貨物船「反田丸（1300トン）」が座礁、沈没。乗組員21名が救助されたが10名が死亡。強風により操舵機が故障したことによるもの。

### 1956年（昭和31年）
- 1月14日

北海道岩内町沿岸で、悪天候が原因の漁船の大量海難事故が発生。38名死亡。
- 2月6日

北海道択捉島の沖合で底引き網漁船「明神丸（59トン）」が猛吹雪のため沈没。14名死亡。
- 2月27日

静岡県御前崎の南方約80km沖合で「第3万栄丸（55トン）」が大波を受けて沈没。15名が死亡。
- 4月19日

高知県室戸町の1.5km沖合で貨客船「太平丸（197トン）」が暴風雨により転覆。乗員乗客18名が行方不明。
- 7月25日

イタリア客船「アンドレア・ドーリア（29,083トン）」と、スウェーデン客船「ストックホルム（12,165トン）」が濃霧の中で双方ともレーダーを過信し、20ノットの高速で航行中にアメリカ・マサチューセッツ州ナンタケット島沖で衝突。「アンドレア・ドーリア」は沈没し、双方で55名死亡。
- 10月31日

宮城県石巻港外側で漁船「瓢栄丸（9.94トン）」が高波を受けて沈没。37名が死亡。
- 11月27日

沖縄県南大東島の南方約547km沖合で貨物船「東和丸（4162トン）」が台風22号の影響を受けて沈没。乗組員42名が行方不明。
- 12月4日

伊豆大島沖合で漁船「第16漁吉丸（64トン）」が救難信号を出した後に消息を絶つ。20名が行方不明。
- 12月16日

徳島県鳴門海峡で観潮船が転覆。乗員ら3人が行方不明。

### 1957年（昭和32年）
- 4月12日 - 第五北川丸沈没事故

瀬戸内海の定期客船であった「第5北川丸」が、定員の3倍超の乗客を乗せて生口島瀬戸田港から尾道港に向け出航したところ、途中の暗礁に座礁・転覆し、死者・行方不明113名を出す惨事になった。海難審判では船長の職務上の過失に加え、運航会社による管理が不適当であったとされた。
- 10月12日

宮城県金華山沖合で漁船「八崎丸（49トン）」の機関室付近から出火して沈没。乗組員23名のうち13名が死亡。
- 10月24日

沖縄県南大東島南東約519km沖合で「第17瑞宝丸（56トン）」が台風19号の影響により、緊急通信を残したまま消息を絶った。乗組員19名が行方不明。
- 12月13日

新潟県新潟港沖合で漁船「白山丸（26トン）」が消息を絶ち、翌日、防波堤に打ち上げられた船体が発見された。乗組員10名が死亡。

### 1958年（昭和33年）
- 1月26日 - 南海丸遭難事故

紀阿連絡航路の旅客船「南海丸」が和歌山市に向け徳島県小松島市から出航したところ、悪天候に遭遇したため紀伊水道沼島沖で沈没。乗員乗客167名全員が死亡・行方不明になった。生存者がいないため沈没までの詳細な過程は不明である。
- 1月26日

福島県小名浜港外で漁船「第2大正丸（35.5トン）」が防波堤に衝突して沈没、乗組員14名が死亡。悪天候のため港へ緊急避難する途上であった。
- 2月19日頃

北海道椴法華村の沖合で「第2香取丸（496トン）」が暴風雨のため沈没、乗組員13名が死亡。2月19日に椴法華村の海岸で漂着物が発見された。
- 9月23日

大分県上浦町の沖合で東海海運の貨物船「津久見丸（820トン）」が転覆後に沈没。乗組員31名のうち12名が死亡した。船は硫黄鉱石を積んで津久見港に向かっている最中で、舵を左に切ったまま転覆した。
- 10月18日

青森県八戸市の北東約32kmの沖合で漁船「第16妙義丸（35トン）」が沈没。近くにいた漁船により10名が救助されたが、17人が行方不明。
- 11月3日

千葉県白浜町の東約96kmの沖合でマグロ漁船「第18瑞宝丸（96トン）」と「第5大徳丸（40トン）」が台風27号の暴風雨に巻き込まれて消息を絶つ。乗組員32名が行方不明。
- 11月19日

北海道南西海域でイカ釣り漁船「交洋丸（7トン）」「幸生丸（5トン）」「旭丸（2.5トン）」が暴風雨のため転覆、3名が死亡、15名が行方不明。

### 1959年（昭和34年）
- 1月18日

三重県大王崎沖合でマグロ漁船「第5優光丸（60トン）」が激浪に舵を折られて沈没。乗組員20名死亡。
- 1月18日

千葉県野島崎沖合でマグロ漁船「第11進漁丸」が激浪を受けて沈没。乗組員18名死亡。
- 1月30日

デンマークの客船「ハンス・ヘトフト」がグリーンランド沖で氷山に衝突して沈没。乗員乗客95人全員死亡。
- 2月10日

四国沖合（詳細箇所不明）で漁船「第18吉祥丸（トン数不詳）」が転覆して沈没。乗組員36名全員が死亡。
- 4月6日 - 四・六突風

北海道羅臼村の沖で、突風により漁船16隻が沈没、死者7名・行方不明者82名。
- 9月17日

隠岐島の西方で底曳網漁船「永幸丸（37.5トン）」が宮古島台風（台風14号）の暴風雨により沈没。乗組員10名が死亡。
- 9月28日

青森県三沢市の沖合でイカ釣り漁船「第5清宝丸（トン数不詳）」が伊勢湾台風の波浪により船体が折れて沈没。乗組員21名が死亡。
- 11月22日

千葉県野島崎の東約750kmの洋上で漁船「第12長栄丸（トン数不詳）」が沈没。乗組員22名が死亡。
- 11月25日

福岡県にある米軍芦屋基地の沖で八幡製鉄所構内の小型貨物船「松栄丸（422トン）」が沈没、10名死亡。
- 11月25日

千葉県銚子の一ノ島灯台付近で茨城県の漁船「第5幸辰丸（32トン）」が高波を受けて転覆・沈没。乗組員35名のうち28名が死亡。
- 12月14日

千葉県野島崎沖合で漁船「第5八幡丸（トン数不詳）」が消息を断つ。乗組員19人が死亡。

## 1960年代

### 1960年（昭和35年）
- 1月16日

北海道から東北地方で暴風雪。船舶沈没6隻、船舶座礁5隻、船舶大破18隻、行方不明3隻により死者・行方不明者60人。
- 2月12日

日本海で操業中の漁船「第8八幡丸（トン数不詳）」が韓国警備艇に接触されて沈没。
- 3月12日

茨城県那珂湊市東方約41km海上で、漁船「第2日吉丸（61トン）」と飯野海運の貨物船「海鳥丸（3031トン）」が濃霧の中で衝突して日吉丸が沈没。2人が救助されたが13人が行方不明。
- 5月24日

チリ地震津波が太平洋岸に到達。船舶沈没94隻、船舶流失1036隻、船舶破損1143隻などの被害。
- 6月4日

津軽海峡東方で対潜訓練中の海上自衛隊の護衛艦2隻、「あけぼの」と「いなづま」が、操船ミスで衝突し2人が死亡、2人が負傷した。なお6月15日には修理のため函館どっくの岸壁に停泊中の「いなづま」で室内での清掃作業に用いたガソリンへの引火による爆発事故が発生。3人が死亡、重軽傷6人。
- 6月19日

岩手県釜石市の漁船「第6神明丸（36トン）」が北海道の釧路沖500キロで消息不明となった。17名の乗組員は全員死亡したものとされる。
- 6月22日

静岡県南伊豆町の沖合で漁船「第12光漁丸（33トン）」が暴風を受けて沈没。14人は救助されるも12人が死亡。
- 10月29日

大分県蒲江町から約6km離れた名護屋港へ向かう定期連絡船「第3満恵丸（12.58トン）」が蒲江港を出港した直後に沈没。学生5人が死亡、7人が負傷。
- 11月26日

福島県いわき市の沖合でマグロ漁船「第1成田丸（トン数不詳）」が操業中に消息を絶つ。12月26日に乗組員12人全員を死亡と断定。

### 1961年（昭和36年）
- 2月12日

宮城県の金華山沖で東京の太洋海運所属の貨物船「第五太平丸（900トン）」が積荷の荷崩れが原因で沈没。乗組員25名は沈没直前に救命ボートに乗り移って脱出、全員生還した。
- 6月14日頃

岩手県釜石市のサケマス流し網漁船「第6明神丸（トン数不詳）」が消息を絶つ。乗組員17人が死亡。
- 6月18日

岩手県の三陸沖でギリシャ船籍の貨物船「アトランチック・サンライズ（14,408トン）」と大洋漁業の捕鯨船「第7文丸（391トン）」が濃霧による視界不良の中で衝突。「第7文丸」は沈没して乗員23名のうち7名は救助されたが、16名死亡。
- 8月12日

北海道の広尾港を出港した刺し網漁船「第18雲浦丸（53トン）」が襟裳岬東南35キロでバラバラとなった船体の破片が発見された。状況から他の船と衝突して沈没したものと思われたがぶつけた相手の船は判らなかった。この事故により乗組員14名全員が行方不明となり全員が死亡したものとされる。
- 9月15日

第2室戸台風が高知県室戸岬を通過後、近畿地方に上陸。船舶の沈没339隻、船舶流失619隻、船舶破損1582隻などの被害。
- 10月8日

岡山県玉野市の沖合でタグボート「児島丸（104トン）」と貨物船「八汐山丸（1万1702トン）が衝突。児島丸は沈没し、乗組員3名は救助されたが、8名は死亡した。
- 12月6日

千葉県の銚子沖30キロの太平洋で茨城県の漁船「第6政豊丸（30トン）」が貨物船「玉川丸（6,844トン）」と衝突し、「第6政豊丸」は転覆・沈没。乗組員12名のうち9名が死亡した。
- 12月7日

東京湾の各所にて強風のため遊漁船や小型の釣り船10隻が沈没。釣り客ら11名が死亡、13名が重軽傷を負った。
- 12月9日

石川県七塚町（現: かほく市）の漁船「第1梅丸（21トン）」が遭難、乗組員6名全員が行方不明。
- 12月9日

新潟県新潟市沖の日本海で長谷部海運のタンカー「第18八幡丸（452トン）」が転覆。乗組員のうち2名が死亡、9名が行方不明。
- 12月12日

韓国の済州島の北西約370キロの海上で漁船「第8山田丸（92トン）」が突然の横風を受けて沈没。乗組員13名のうち3名は救助されたものの10名が行方不明。
- 12月12日

岩手県釜石市のマグロ延縄漁船「第15長栄丸（トン数不詳）」、同「第3鷹丸」が消息を絶つ。乗組員33名が死亡。
- 12月18日

福島県北塩原村にある桧原湖にてモーターボートが沈没。乗っていた6名全員が死亡。

### 1962年（昭和37年）
- 1月22日

徳島県海南町の遠洋マグロ漁船「第2協漁丸（69トン）」が消息を絶つ。乗組員15名が死亡。
- 5月27日

屋久島安房港の南海上でマグロ漁船「第1佐多丸（95トン）」が強風と高波のために沈没。乗組員15名は死亡したが、船長は約50時間漂流後にアメリカ軍の舟艇に救助された。
- 11月3日

神奈川県三浦市と初島・利島間で行われたヨットレース中に早稲田大学の「早風号」と慶應義塾大学の「ミヤ号」が消息を絶つ。両艇の乗組員11名が死亡したほか、別の参加艇でも乗組員2名が死亡した。
- 11月18日

神奈川県川崎市の京浜運河を航行中の出光興産所有の小型石油タンカー「第一宗像丸（1,972トン）」が、ノルウェー船籍の大型タンカー「タラルド・ブロビーグ（21,634トン）」に衝突。「第一宗像丸」の積荷のガソリンが炎上し、付近を航行していた「太平丸（89トン）」と「宝栄丸（62トン）」も巻き込まれて炎上、4隻で41人が死亡。海難審判では「第一宗像丸」の船長と「タラルド・ブロビーグ」の水先人が見張りを疎かにしていたためとされたが、狭い運河に揮発性の高い積荷を満載した船舶が過密航行していることも原因のひとつであった。
- 11月25日

青森県佐井村の西約1.5kmの沖合で底曳網漁船「第13妙力丸（40トン）」が沈没。乗組員13名の内、死者・行方不明者12名。

### 1963年（昭和38年）
- 1月17日

韓国の済州島の近くで日本の漁船「第十二泰安丸」が沈没。乗組員12名のうち1名は韓国側に救助され、2名の遺体を収容、9名が行方不明となった。
- 1月18日

韓国・木浦市港の近くでフェリー「燕号（연호）」が沈没。140人が死亡。
- 2月11日

北海道枝幸郡枝幸町のはえなわ漁船「第二瑞宝丸（74トン）」が千島列島沖で操業中に火災発生。夜間で乗組員全員が就寝中だったため火災の発生に気付くのが遅れて乗組員14名のうち6名死亡、3名が重軽傷。
- 2月26日

兵庫県神戸市和田岬沖で貨物船「りっちもんど丸（9,547トン）」と鳴門・阪神間の定期旅客船「ときわ丸（238トン）」が衝突。「ときわ丸」は衝撃で沈没し乗員7人と乗客40人が死亡し3人が負傷した。海難審判では「りっちもんど丸」船長の職務上の過失が主とされたが「ときわ丸」側にも過失があったと認定された。
- 3月30日

東京湾内で海上自衛隊護衛艦「てるづき」の右舷に貨物船「賀茂春丸」の船首が衝突し、自衛官5人が死亡。
- 4月24日夜

岩手県陸前高田市の沖で福島県のサケマス流し網漁船「第三福寿丸（61トン）」が沈没。乗組員11名死亡、8名不明。
- 6月6日

フィリピンからラワン材を運搬していた「洞南丸（4,815トン）」が和歌山県潮岬沖で遭難。乗員33人が死亡・行方不明。荷崩れにより転覆の危険があるため総員退避すると通信があったことから、荷崩れで横倒しになり沈没したとみられている。また、6月12日の衆議院運輸委員会で「『洞南丸』が戦時標準型貨物船（1945年（昭和20年）5月29日に三菱造船長崎造船所で進水）であったことも事故原因の一因ではないか」との指摘がなされた。
- 6月10日

岩手県宮古市のサケマスはえなわ漁船「第3宝運丸（39トン）」から火災発生。乗員16名のうち4名焼死。6名火傷。
- 7月27日

広島県福山市で製鉄所建設現場に通勤する作業員57人が乗船したタグボート「第13湊川丸（6.15トン）」が転覆沈没して10名が死亡。原因は定員の5倍が乗っていたことによる重量超過であった。
- 8月17日

沖縄本島と久米島を結ぶ「みどり丸」が横波を受けて転覆・沈没。死者・行方不明112人。
- 12月8日

北海道の松前町沖にて兵庫県神戸市の正向海運所属の貨物船「加明丸（998トン）」が積荷の硫化鉱の荷崩れが原因で沈没。死者20名。

### 1964年（昭和39年）
- 1月21日

青森県の下北半島沖にて広島県豊田郡安芸津町（現：東広島市）の進徳海運所属の貨物船「第二進徳丸（757トン）」が積載量を超えた荷物を積んで出航し、また時化にあったことにより沈没。乗組員11名のうち一等航海士1名は救命ボートにより脱出に成功して生還したが両手足に凍傷を負った。残り10名は死亡行方不明となった。
- 2月11日

午後9時頃（日本時間: 午後8時頃）オーストラリアのニューサウスウェールズ州ジャービス湾特別地域にてオーストラリア海軍所属の空母「メルボルン」（19,000トン）と駆逐艦「ヴォイジャー」（2,800トン）が衝突して約3時間後に「ヴォイジャー」が沈没。死者82名。
- 2月16日

北海道小樽市の沖合いで底引漁船「第三豊善丸（82トン）」が消息を絶ち、乗組員17名が行方不明となった。
- 3月15日午前9時頃

ギリシャ船籍の貨物船「マリア・G・L（7,238トン）」がアメリカのロングビーチから横浜港へ肥料を運んでいたところ、千葉県勝浦市布良鼻の沖で座礁して動けなくなった。またこのあと「マリア・G・L」を救助するため現場へ向かったアメリカ船籍の貨物船「ダディビレジ（8,245トン）」も座礁してしまった。そして2日後の17日になって「マリア・G・L」は船体が真っ二つに割れて沈没。乗組員は沈没前に全員救助されて無事だった。「ダディビレジ」も船体が危なくなったので全員が退船するなどした。
- 3月20日 - 学習院大学ヨット遭難事故

学習院大学のヨット部員5名が悪天候の中を横浜市のヨットハーバーから油壷へヨットを出艇させて遭難し、全員が死亡した。
- 3月26日

アメリカバージニア州沖の大西洋でタンカー「サンジャシント（11,257トン）」が突然爆発。船体が真っ二つに分かれて沈没。
- 3月27日

オーストラリア西岸のインド洋で操業していた三重県志摩郡浜島町（現：志摩市）のマグロはえ縄漁船「第三幸喜丸（179トン）」が行方不明となった。僚船やオーストラリア空軍などにより捜索が行われたが手かがりが得られず全員遭難したものと判断され、4月3日に捜索は打ち切られた。乗組員24名全員行方不明。
- 4月4日

伊豆半島南の静岡県南伊豆町波勝崎の沖合いで東京都中央区の渡辺海運所属の砂利運搬船「光進丸」が積荷の砂利が傾いて横転沈没。乗組員8名のうち5名が死亡。
- 5月6日午前0時30分頃

静岡県賀茂郡松崎町沖の駿河湾で漁船「第一鉱造丸」及び「第二鉱造丸」の2隻が相次いで転覆沈没、合計32名が海へ投げ出された。近くにいた仲間の船が27名を救助したが、2名死亡。3名行方不明となった。
- 5月11日午後4時過ぎ頃

鹿児島県薩摩半島の西で台湾船籍の貨物船「チュンカイ（1,873トン）」の積荷の火薬が爆発してSOSを出す間もなく沈没。翌12日の午前0時30分頃に同海域を通りかかったギリシャ船籍の貨物船「バアン（6,729トン）」が漂流する「チュンカイ」の救命ボートを発見して佐世保海上保安本部へ連絡したため、事故が発覚した。このあと現場海域で大がかりな捜索が行われ、救命イカダで漂流する乗組員などを救助したが、全乗組員45名中24名については行方不明のまま5月13日の日没をもって捜索は打ち切られた。
- 5月15日午後9時15分頃

北海道亀田郡椴法華村（現：函館市）沖の噴火湾で日魯漁業の鮭鱒工船「協宝丸（7,158トン）」と、北海道漁業公社の「第三海鳳丸」（84トン）が衝突し「第三海鳳丸」は転覆・沈没した。「第三海鳳丸」は衝突と同時に転覆してしまい、また夜間で海が暗かった事もあり「協宝丸」はすぐに救助作業を始めたものの1名も救助する事はできなかった。また朝になり海上保安庁の船も付近を捜索したが生存者の発見は出来ず、「第三海鳳丸」の乗組員21名の命は絶望とされた。
- 6月4日

北海道襟裳岬東南東約240kmで、岩手県大船渡市のサケマス流網漁船「第八成徳丸（39トン）」が沈没。釧路海上保安部の巡視船「宗谷」が救助に向かったところ6月5日に乗組員17名中13名を乗せた救命ボートを発見。しかし、13名全員が死亡していた。
- 8月30日

東京湾を航行していた館山市発竹芝桟橋行の水中翼船「バカンス号（39トン）」が浮遊していた障害物と接触して急停船。この事故で乗客51名のうち23名が座席から放り出されるなどして負傷した。負傷した乗客は竹芝桟橋に入港後、すぐさま病院へ搬送されるなどした。東京水上署が調べたところ船体両側にある水中翼が二つとも損傷していたことから障害物は水面すれすれに浮かんでいた巨大な丸太などではないかと推察されたが、結局のところ何がぶつかったのかは判らなかった。
- 9月20日

愛知県常滑市沖の伊勢湾でイギリス船籍の貨物船「イースタンテイク（11,222トン）」と、大阪市の日化汽船所属のケミカルタンカー「日化丸（339トン）」が衝突し、「日化丸」はまもなく沈没し乗員9名全員が死亡した。
- 11月4日

東京都羽田沖の東京湾で大阪商船三井船舶所属の貨物船「はわい丸（9,332トン）」と、静岡県清水市の砂利運搬船「第一大伸丸（733トン）」が衝突。この事故で「第一大伸丸」はまもなく沈没し乗組員12名中8名は「はわい丸」などに救助されたが、4名が行方不明となった。
- 11月21日

北海道茅部郡南茅部町（現：函館市）のイカ釣り漁船「美保丸（1.54トン）」が漁に出たまま行方不明となった。海上保安庁の巡視船が捜索したところ椴法華村の沖合いで転覆して船底を上にして漂流している「美保丸」を発見。しかし乗組員4名は発見されなかった。
- 11月24日

千葉県富津岬の沖合いで個人所有のヨットが荒天のため転覆し乗っていた会社員2名が死亡。
- 11月24日

兵庫県高砂市の沖合いで砂利運搬船「第二天祐丸（198トン）」が強風に煽られて横転し沈没。乗組員5名中1名が死亡。
- 11月26日

アメリカのニュージャージー州沖の大西洋でイスラエル船籍の客船「シャローム（24,500トン）」と、ノルウェー船籍のタンカー「ストルトダガリ（12,723トン）」が衝突。この事故で「ストルトダガリ」は船体が2つに裂けて沈没、乗組員43名のうち16名が死亡した。また「シャローム」は船首部分を大破したものの自力航行が可能な状態で怪我人を多数乗せたままニューヨーク港まで自力で戻った。
- 12月6日午後6時半頃

北海道稚内市にある結城水産所属のタラ漁船「第11幸福丸（105トン）」が千島列島・阿頼度島の北方約26kmのオホーツク海で火災発生。乗組員17名のうち8名は逃げ遅れて焼死。9名は付近で操業していた宮城県石巻市の漁船に救助されたがうち2名は大火傷の重傷を負った。
- 12月11日

アフリカのアンゴラ沖の大西洋で福岡県北九州市の日本水産戸畑支社所属のトロール漁船「宇治丸（535トン）」が行方不明となった。その後、同水産会社所属の漁船が「宇治丸」のものと思われる浮きや木箱、海面に浮く重油などを発見した。乗組員33名は1名の遺体が発見されたが残りの者は全員が行方不明となった。その後、船体は陸地からすぐ近くの深さ85mの海底に沈んでいるのが魚群探知機により発見された。
- 12月17日

千葉県の銚子港沖の太平洋で青森県八戸市のカツオマグロ漁船「第三十五正進丸」が行方不明となった。後日「第三十五正進丸」の遭難ブイからと思われる電波をキャッチしたが船は見つからなかった。
- 12月27日

伊豆の御蔵島で高知県安芸郡安田町のマグロはえなわ漁船「起久丸（39トン）」が座礁。乗組員14名は自力で御蔵島へ渡ったが、うち1名が怪我した。

### 1965年（昭和40年）
- 1月18日

貨物船「波島丸（波方商船 2302トン）」が北海道北桧山町沖1km付近で転覆。死者18人。
- 5月23日

北海道の日本石油精製室蘭製油所にてノルウェー船籍の油槽船「ヘイムバード（ハイムバルト、35,355トン）」が桟橋に衝突し漏れた原油に引火して爆発、乗組員10名が死亡した。
- 8月1日

大阪港天保山桟橋付近で、遊覧船「やそしま丸」が舵がきかず暴走したタグボートに衝突されて転覆・沈没。遊覧船に乗り合わせた子供会の児童、父母など乗員・乗客59名中20名が死亡。
- 8月2日

伊豆半島東沖合でタンカー「明興丸（明和海運 995トン）」とアメリカの貨物船「アリゾナ（12711トン）」が衝突。明興丸が沈没して2人救助、21人が行方不明。
- 8月5日

日本のタンカー「海蔵丸」がサウジアラビアのカフジで原油の積み込み作業中に爆発炎上、乗組員や陸上作業員など14名が死亡。
- 10月7日 - マリアナ海域漁船集団遭難事件

マリアナ諸島アグリハン島の島陰で昭和40年台風第29号を避けていた日本のかつお・まぐろ漁船群が、台風の予想外の針路変更と急発達のため暴風圏内に巻き込まれた結果、6隻沈没、1隻が陸に打ち上げられて大破沈没し、死亡及び行方不明者209名の大量遭難となった。
- 11月13日

バハマ諸島沖でクルーズ客船「ヤーマス・キャッスル（乗客376名、乗員176名、計552名が乗船）」が火災を起こして沈没。乗客88名、乗員2名が死亡。

### 1966年（昭和41年）
- 2月16日

愛知県名古屋市港区にある石川島播磨重工の造船所の岸壁でLPG船「ブリヂストン丸（33,800トン）」の船倉から出火。船内で作業中だった作業員15名が窒息死した。
- 10月11日

神奈川県の三浦半島東側の東京湾でタンカー「第七大手丸（365トン）」と台湾の貨物船「チャンキンビクトリア（7,305トン）」が衝突。「第七大手丸」が沈没して7名が死亡。

### 1967年（昭和42年）
- 1月8日

兵庫県の神戸港沖で午後11時30頃に兵庫県飾磨郡家島町の個人が所有する小型砂利運搬船「住徳丸（158トン）」とリベリア船籍の貨物船「オリエンタル・バンカー号（7,993トン）」が衝突。「住徳丸」は衝突直後に沈没し乗組員4名全員が行方不明となった。
- 1月9日

新潟県両津市の両津漁港所属のエビ漁船「利勝丸（11トン）」が佐渡島の東方沖で消息を絶ち船長以下全5名行方不明。
- 1月14日

午後10時頃、韓国・釜山の西方30kmの洋上で乗員乗客87名を乗せたフェリーボート「韓1号（140トン）」が韓国海軍の軍艦「忠武」と衝突し「韓1号」はまもなく沈没した。すぐに「忠武」が救助に当たったが乗員乗客15名が死亡し60名が行方不明となった。
- 1月15日

長崎県の対馬沖で島根県浜田市の浜田漁業生産組合所属の底引網漁船「第十五長栄丸（49トン）」が行方不明となった。海上保安庁の巡視艇「なつづき」「たつぐも」及び、巡視船「くろかみ」「へくら」や、第十五長栄丸の僚船3隻が捜索に当たったが、同日夜になり対馬の神埼の東南東20kmの場所で第十五長栄丸のものと思われる魚箱や木片か多数浮遊しているのを地元の漁船が発見し、遭難は確実視された。船長以下全12名が行方不明となった。
- 1月25日

千葉県千葉市の千葉港の沖に停泊していた浚渫船「第三墨田丸（70トン）」から午後9時30分頃に火災発生。乗組員8名のうち3名が焼死し、5名が火傷を負った。出火原因は暖房用ストーブのガスが船内に充満して引火したものと推定された。
- 2月12日

午後4時頃、神奈川県川崎市の川崎港で、東京都千代田区のジャパンライン所属のタンカー「瑞栄丸（31,288トン）」と、愛媛県松山市の興栄海運所属のタンカー「第十五永進丸（993トン）」が衝突。この事故で「第十五永進丸」は左舷に直径2mあまりの裂け目が出来てそこから灯油200キロリットルが海面に溢れた。幸いに火災事故などはおきなかった。
- 3月18日 - トリー・キャニオン号事件

イギリス沖で、リベリア船籍の大型タンカーである「トリー・キャニオン号（en:SS Torrey Canyon、61,263トン、載貨重量トン数（最大）118,285トン）」が座礁。同船はクウェート産の原油を満載しており、船体破損で船外に流出した。船体は3月26日に二つに破断。英国政府は船内に残った原油の流出を避けて燃焼させるために船体を爆破、3月30日に沈没した。流出した原油は8万トン以上に及び、タンカー事故で広範囲に原油が流出して海洋を汚染した最初の事故となった。これをきっかけに国際海事機関（IMO）は1969年に「油による海水の汚濁の防止に関する国際条約」を改正、さらに1973年にこれを発展的に強化した海洋汚染防止条約（マルポール条約）が採択されるに至った。
- このころから世界中で大型タンカーが建造され始めたが、当初知りえなかった現象（静電気の発生、それが残油に引火）により、多くの船が爆発炎上している。日本のタンカー及び日本に寄港したタンカーにおいても、1965年・サウジアラビアにおける海藏丸火災事故（同国ラス・アル・カフジに入港中のタンカー「海藏丸（20,949トン）」が、船内に侵入・滞留した石油気化ガスに引火して爆発炎上し14名が死亡）や、室蘭港におけるヘイムバード火災事故（ノルウェー船籍のタンカー「ヘイムバード（35,355トン）」が室蘭港への接岸に失敗し、原油を大量に流出させた所へ曳船のエンジンの火の粉もしくは火花から石油気化ガスに引火。同船は大爆発を起こして27日間にわたって燃え続け、10名が死亡すると共に一時は周辺住民に避難命令が出された）など、大規模な炎上事故が起こっている。

### 1968年（昭和43年）
- 1月12日

北海道静内郡静内町（現：新ひだか町）の沖合いで操業中の同町漁協所属の漁船「高徳丸（9トン）」が漁のため投網したところ魚が網に入り過ぎて船体のバランスを崩し横転沈没。5名が死亡した。
- 3月1日

兵庫県淡路島西側で砂利運搬船が転覆。2名が船内に取り残された。同日中にサルベージ船が転覆した船内に圧搾空気を送り込んだところ、1人が船内から自力で脱出に成功した。残り1人は死亡。

### 1969年（昭和44年）
- 1月5日

野島崎南東沖合を航行中の撒積貨物船「ぼりばあ丸（33,768トン）」の船首部分が突然折損脱落して航行不能となり、約1時間後に沈没。長沢吉三郎船長ほか乗組員30人が行方不明となった。
- 6月3日

東シナ海にてオーストラリア海軍所属の空母「メルボルン（19,000トン）」とアメリカ海軍の駆逐艦「フランク・E・エヴァンズ」が衝突、エヴァンズは艦首部分が切断されて沈没。死者74名。
- 12月12日

アフリカ西海岸ダカールの沖合でシェル石油所有の大型タンカー「マルベッサ（207000トン）」が火災を起こし翌日沈没。沈没した船の中では過去最大級。タンカーは同年に日本の石川島播磨重工が建造して引き渡したばかりのものであった。
- 12月15日

北海道襟裳岬沖合で貨物船「第10開洋丸（499トン）」が転覆。2人がゴムボートで脱出して生還するも7人が行方不明。

## 1970年代

### 1970年（昭和45年）
- 1月5日

静岡県石廊崎沖合で東邦汽船所属の貨物船「東庄丸（353トン、乗員7人）」が大波を受け、ハッチボードから浸水して沈没。3人が救助されたが、1人死亡、3人行方不明。
- 1月6日

千葉県野島崎沖東南東1200kmの太平洋上でリベリア船籍のタンカー「ソフィア・P（18,620トン、乗員29人）」の船体が折れて前部約1/3が沈没。船長を含む7人が死亡、22人が近隣を航行中のコンテナ船に救助された。
- 1月17日

北海道奥尻島沖を航行中の石炭運搬船「波島丸（3,913トン）」が時化のために転覆、18人が死亡。上床力船長（当時60歳）は船と運命を共にした。
- 1970年1月31日

福島県小名浜港で低気圧による波浪を避けるため、港内に停泊していた三光汽船の貨物船「空光丸」（18,147トン）が走錨を起こして沈没、事故の責任を取る形で船に残った一等航海士を含め15人が死亡。また、港の入り口に停泊していた新潟海運運送の貨物船「弥彦丸」（3000トン）の錨が切れ、港内に吹き寄せられて船首を大破。その他、他の船も岸壁に打ち付けられるなどの被害が出た。同年2月、事故を受けて全日本海員組合は港内の防波堤の建設が軽視されているとして、運輸大臣にあてて警告書を出している。
- 2月4日

静岡県の田子ノ浦港を出航した合洋海運の砂利運搬船「第一合洋丸（349トン、乗員5名）」が行方不明となったと船主より海上保安庁に届出があった。1月31日以降同船と連絡が取れておらず太平洋上で沈没したものと推察された。
- 2月9日

千葉県犬吠埼の沖合い約300kmの太平洋上で第一中央汽船の鉱石運搬船「かりふぉるにあ丸（61,000トン、乗員29名）」が、船首部分を破損して浸水をおこして沈没。乗組員のうち24名は無事に救助されたが、5名が死亡。住村博船長（当時45歳）は船長としての責任を取るべく「船と運命を共にする」と言い残し、救助される事を拒否。ブリッジより乗組員へ別れを告げ、そのまま沈没した船と運命を共にした。
当時の船員法第12条に「船長の最後去船義務」という項目があり「旅客・海員その他船内にある者を去らせた後でなければ、自己の指揮する船舶を去ってはならない」との条文があったが、これが前出の「波島丸」の事故と合わせ「船長に殉職精神を植え付けているのではないか」との批判が巻き起こり、国会でも大きな論争となった。同年5月15日に船員法が一部改正され、第12条が削除されるきっかけとなった。
- 2月11日

福島県いわき市の沖合90km付近でギリシアの貨物船「マリア・G・ゲオルギウス」（8799トン）といわき市の底引き網漁船「第18大洋丸」（96トン）が衝突、「第18大洋丸」が沈没した。「マリア・G・ゲオルギウス」側によって2人の乗組員が救助されたが10人が行方不明。
- 4月13日

クルーズ客船「アローザ・スター（7,114トン、事故時の船名は「ラ・ジェニーレ」）」が荒天でカリフォルニア州の海岸に座礁。この事故での死者はなかったが、後に侵入者が死亡。船は防波堤の一部となった。この船は「バハマ・スター」という船名であった1965年に「ヤーマス・キャッスル」の事故で救助を行っている。
- 12月15日 - 南営号沈没事故

旅客船「南営号（ナミョン号）」が、朝鮮海峡の対馬海峡西水道付近で過積載により転覆し沈没。326名が死亡。

### 1971年（昭和46年）
- 7月4日

熊野灘で濃霧が原因の衝突事故が7件発生。浜野海運所属の貨物船「楽穂丸（499トン）」、藤村汽船所属の貨物船「光洋丸（498トン）」の2隻それぞれ別の衝突で沈没。一連の事故で死者・行方不明者10人。
- 7月4日

兵庫県家島町沖合で、小豆島急行フェリーの「姫路丸（577トン）」と砂利取採取船（199トン）が衝突。フェリーの乗客12人が重軽傷。
- 11月14日

浦賀水道でリベリア船籍の貨物船「プロスパリティー」と東京海運所属の貨物船「第三桂丸（452トン）」が衝突して第三桂丸が沈没。4人が死亡。プロスパリティー号の無理な追い越しが原因。
- 11月29日

新潟西港沖でリベリア船籍のタンカー「ジュリアナ（19124トン）」が荒天の為に座礁。6500トン（一説には7200トン）の原油が周囲に流出する。我が国の油流出事故で流出量が最大と言われる。

### 1972年（昭和47年）
- 1月9日

香港のビクトリア・ハーバーで洋上大学に改装中だった旧イギリス客船「クイーン・エリザベス（当時世界最大）」が火災により沈没。残骸は映画『007 黄金銃を持つ男』のロケにも使用された後に解体された。
- 3月31日

茨城県の日立港から神奈川県の久里浜港へ向かう途中の材木運搬船「武光丸（2,298トン）」が千葉県の太東埼灯台沖で座礁して沈没。乗員22名死亡。

### 1973年（昭和48年）
- 1月25日

大韓民国木浦市から珍島へ向かっていた連絡船「ハンソン（98トン）」が珍島郡知山面深東里の沖合で暗礁にぶつかり沈没。死者行方不明62人。

### 1974年（昭和49年）
- 7月28日

豊後水道、水ノ子島灯台北西8.3km沖合でで三光汽船の貨物船「菊光丸（12291トン）」とパナマ船籍の貨物船「ウエスタン・スター（2999トン）」が衝突。ウエスタン・スターが沈没し、2人が救助されるも死者・行方不明者24人。
- 9月1日

青森県沖の太平洋上で初の原子力航行試験をしていた原子力船「むつ」より、放射線漏れの事故が発生。
- 11月9日

和歌山県南端の潮岬沖でリベリア船籍の貨物船「オーシャン・ソリバーン」が高知県のマグロ漁船「第十一昌栄丸」に衝突、「第十一昌栄丸」は転覆・沈没。死者行方不明14名。
- 11月9日 - 第十雄洋丸事件

LPG・石油タンカー「第十雄洋丸」とリベリア船籍の貨物船「パシフィック・アレス」が東京湾木更津港沖で衝突して炎上した。死者33名。

### 1975年（昭和50年）
- 1月6日

マラッカ海峡で太平洋海運所属の大型タンカー祥和丸（237698トン）が航路を誤り原油を満載した状態で座礁。数千キロリットルの原油流出を起こす。
- 11月10日

スペリオル湖（五大湖、アメリカ合衆国とカナダの国境）を強風・雪の中航行中に貨物船「エドモンド・フィッツジェラルド（8,713トン）」が行方不明となり、その後沈んでいるのを発見された。

### 1976年（昭和51年）

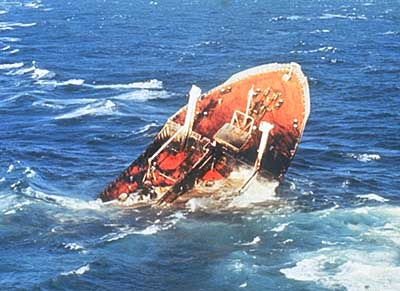
深刻な海洋汚染を引き起こしたアルゴ・マーチャント号

- 7月2日

宮崎県の細島港から広島県の広島港に向かっていた日本カー・フェリー（現：マリンエキスプレス）所属のフェリー「ふたば（1,933トン）」が山口県のミルガ瀬戸（諸島（もろしま）- 情島間）で、パナマ船籍の貨物船「グレート・ビクトリー（7,519トン）」と衝突し「ふたば」が沈没。「ふたば」の乗員28人と乗客58人のうち5人が死亡・行方不明となり車両24台も水没した。日本国内でカーフェリーで発生した初の人身死亡事故となった。
- 9月11日

大分県佐伯市東方の豊後水道で回送中のタンカー「菱洋丸（52,157トン）」の船体が中央からV字型に折れる海難事故が発生。乗員62人（タンククリーニング業の作業員30人が乗船していたため通常より多い）は、3隻に救命ボートで脱出して全員無事。遭難当時は台風17号接近に伴ううねりがあったものの、タンカーの船体が真っ二つに折れるほどのものではなく原因の究明が行われた。1977年、横浜地方海難審判庁は海水バラスト船体中央に偏積したため、過大な静水中縦曲げモーメントに波浪の縦曲げモーメントが重畳して、上甲板中央部が座屈したものと判断している。
- 12月15日

リベリア船籍のタンカー「アルゴ・マーチャント（en:MV Argo Merchant）」がアメリカ・マサチューセッツ州ナンタケット島沖で座礁。数日後に船体は破断し、積荷の燃料油29000キロリットル全量を流失、極めて深刻な海洋汚染を引き起こした。
- 12月26日

パナマ船籍の貨物船「デメター（2995トン）」が鹿児島県屋久島の早崎灯台北東約10kmの海域で救難信号を発信した後に沈没。破損した救命ボートが見つかったが乗員の姿はなく、台湾籍らの乗組員22人が行方不明。

### 1977年（昭和52年）
- 3月30日

ギリシアの貨物船「プロトクリトス（9857トン）」と韓国の貨物船「第52トン・ヤン（990トン）」が大シケの熊野灘で衝突。トン・ヤンが沈没して死者1人、行方不明20人。
- 4月6日

貨物船とパナマ船籍のタンカー「アストロ・レオ」が愛媛県松山市沖合の釣島海峡で衝突。タンカーが爆発、炎上した。同船から1600kl以上の原油が流出、半分以上は火災により燃焼したが、残りは海峡内に広がった。

### 1978年（昭和53年）
- 2月16日

今治市東門町一、寿汽船所属の「第8福徳丸（342トン、野崎幸夫船長ら4人乗り組み）」は午後2時半過ぎ、セメント原料約600tを積んで香川県・直島町港を出港、福岡県・苅田町の三菱セメント苅田工場に向かったが、同4時頃、坂出港沖付近を航行中、船舶電話で「17日午前7時ごろ到着する」と苅田工場に連絡したのを最後に消息を絶った。寿汽船からの連絡で、第六管区海上保安本部は18日朝から巡視船20隻、飛行機3機動員して捜索を開始。23日朝からも捜索船を10隻に減らしたものの、飛行機3機を引き続き飛ばして捜したが手がかりは全くなかった。同本部では「遭難したとすれば海面に油が浮いたり漂流物が見つかる。全く謎の蒸発」と言った。予定を変更して上陸した形跡はなく、船内で何かが起きて外洋に出たという情報もない。
- 3月16日

フランスのブルターニュ半島沖でタンカー「アモコ・カディス」が座礁・沈没し、大量の原油が流出する。
- 9月7日

兵庫県の神戸港から宮崎県の細島港に向かっていた日本カー・フェリー（現: マリンエキスプレス）所属のフェリー「さいとばる（6,574トン）」が、愛媛県の来島海峡で韓国のタンカー「チャン・ウォン（3,409トン）」と衝突して転覆沈没した。乗用車69台とトラック69台とコンテナ4個と多数の積荷が水没する甚大な被害が生じたが、幸い深夜かつ強潮流の悪条件の中から乗員・乗客245人全員無事に救出された。

### 1979年（昭和54年）
- 7月19日

カリブ海トバゴ島沖でタンカー「アトランティック・エンプレス」と「エーゲアン・キャプテン」が衝突・炎上し、大量の原油が流出。「アトランティック・エンプレス」は8月2日に沈没。

## 1980年代

### 1980年（昭和55年）
- 12月30日

野島崎東南東沖合約800海里（約1,500km）を航行中のばら積み貨物船「尾道丸（全長226.4m、33,833トン）」が、船首方向からの強いうねりの中、波高20mほどの大波に突っ込んだ際に船首部分が上方に折損（スラミング現象による）、その後脱落して航行不能となった。「尾道丸」の前方を航行していた鉱石運搬船「だんぴあ丸」が引き返し、翌1981年（昭和56年）1月1日に「尾道丸」乗組員29名全員を無事救助する。

### 1981年（昭和56年）
- 4月9日 - 米原潜当て逃げ事件

下甑島付近を航行中の貨物船「日昇丸（2,350トン）」にアメリカ海軍のジョージ・ワシントン級原子力潜水艦「ジョージ・ワシントン」が海中から急浮上したため衝突、「日昇丸」は船底を破壊されて沈没した。乗員2名が死亡。なお「ジョージ・ワシントン」が救助せずに現場海域から離れたことに対し、非難された。
- 10月27日 - ウィスキー・オン・ザ・ロック

旧ソビエト社会主義共和国連邦のウィスキー級潜水艦「U-137」が、航法の誤りからスウェーデンの領海を侵犯して座礁。死傷者はなかったが、事故発生場所がスウェーデンの軍港付近であったこともあり国際問題に発展した。

### 1982年（昭和57年）
- 1月6日

第二十八あけぼの丸がベーリング海で遠洋底引網漁業に従事中、原料置場の設備が破損して置いてあった大量の魚が流動化、船体動揺と魚などの流動化とが相まって激しく横揺れしたときに海水が船内に進入、沈没。乗組員33人中、24人が行方不明、8人が死亡した。

### 1983年（昭和58年）
- 6月5日

旧ソ連のウリヤノフスク近郊でヴォルガ川に架かる橋（ru:Императорский мост）の橋脚に客船「アレクサンドル・スヴォーロフ（Александр Суворов、定員400人）」が衝突。橋脚が移動して貨物列車が脱線し、この船の上に転落して貨車の積荷が船内に流れ込んだ。少なくとも176人が死亡。

### 1984年（昭和59年）
- 2月15日

ベーリング海で操業中、猛吹雪となったために支えの態勢をとっていた「第十一協和丸（24人乗）」と、他の船に引き渡すオブザーバー4名を乗せた「第十五安洋丸（25人乗）」が100m程度の視界の中で衝突、死者14名、行方不明者2名、負傷者5名を出す事故となった。

### 1985年（昭和60年）
- 2月26日

カムチャツカ沖で操業中の「第五十二惣寶丸」が漁獲物を整理していたところ、船尾方向へ著しく沈み込み、大きなうねりで左舷側へ大きく傾斜した同船へ海水が流入して沈没。乗組員22名中、死者行方不明者20名。
- 3月31日

鹿児島県串木野市（現：いちき串木野市）の瀬渡船「開洋丸」が沖へ出たところ、大波を受けて転覆、乗員乗客26名全員死亡または行方不明。定員オーバーが原因とみられる。
- 4月23日

漁船「第七十一日東丸」が樺太南部の漁場で強風のため沈没。8人死亡。

### 1986年（昭和61年）
- 6月16日 - 海洋調査船へりおす遭難事故

福島県相馬市鵜ノ尾岬沖付近を航行していた海洋調査船「へりおす」が悪天候下で沈没し、乗っていた9人が死亡。
- 8月31日

撒積貨物船「ピョートル・ワセフ（18,604トン、南日本造船建造）」が客船「アドミラル・ナヒーモフ（17,053トン、旧「ベルリン」）」に衝突し「アドミラル・ナヒーモフ」が沈没。死者423人。

### 1987年（昭和62年）
- 2月4日

銚子港より約十数km沖で乗員22名の青森県八戸市の福島漁業所属のイワシ漁船「第65惣宝丸」（80トン）が強い横風と波高5mもの高波により沈没。船体は2月27日に引き上げられたが、この沈没で死亡8名、不明7名となった。
- 3月6日

フェリー「en:MS Herald of Free Enterprise」がベルギー北西部ブルッヘのゼーブルッヘ港を出港直後に、閉じ忘れた車両甲板扉からの浸水により転覆。193名が死亡。
- 12月20日

フィリピン客船「ドニャ・パス号（2,640トン、旧「ひめゆり丸」）」とガソリンを積載した小型タンカー「ヴェクター（640トン）」が、フィリピン・タブラス海峡で衝突し炎上、双方が沈没。正確な乗船数は不明だが、少なくとも1576人以上死亡、行方不明。4376人が死亡したともされており、平時における最悪の海難事故と言われている。

### 1988年（昭和63年）
- 4月14日

アイルランド向けに輸出される日本製自動車5458台を積載した自動車運搬船「麗神（58,000トン）」がポルトガル沖で座礁。後日、この船の撤去には時間がかかり、また積荷の自動車が錆びて商品価値を失ってしまった事などにより積荷の新車ごと船ごと深度2000mの地点まで曳航した後に海に沈める事を提案、ポルトガル政府もこの案に合意した事により実行された。しかし、後日これは重大な環境破壊であると日本国内はもとより外国でも批判が高まった。
- 5月18日 - プリアムーリエ号火災事故

大阪港中央突堤北岸壁に停泊していたソ連船籍の貨物船「プリアムリーエ（4,870トン）」が左舷中央客室付近から出火しロシア人旅行客の11名が死亡。船自体は消火活動により17時間後に鎮火、沈没は免れた。
- 7月23日 - なだしお事件

海上自衛隊の潜水艦「なだしお」と遊漁船「第一富士丸」が横須賀港北防波堤灯台東約3キロ沖で衝突。「第一富士丸」は衝突から2分後に沈没し、乗客39名、乗員9名のうち30名が死亡、17名が重軽傷を負った。
- 8月26日

ペルーのカヤオ港外でペルー海軍所属の潜水艦アトゥル（事故時の艦名はパコーチャ）に日本の遠洋マグロ漁船「第8共和丸」が衝突して沈没、艦長ら8名が死亡した。なお、アトゥルは元は米海軍バラオ級潜水艦で1944年に「浅間丸」を撃沈した潜水艦であった。

### 1989年（平成元年）
- 3月24日 - エクソンバルディーズ号原油流出事故

原油タンカー「エクソン・ヴァルディーズ」がアラスカ州プリンスウィリアム湾で座礁、原油が流出した。流出量は推定で1080万ガロンとされ、周辺環境に重大な被害を与えた。
- 8月20日：午前1時45分 - マーショネス号転覆沈没事故

ロンドンのテムズ川にかかるキャノン・ストリート鉄道橋の付近で、浚渫船「ボウベル」とクルーズ船「マーショネス」が衝突。「マーショネス」の乗客132名中51名が死亡した。

## 1990年代

### 1990年（平成2年）
- 4月7日

フェリー「en:MS Scandinavian Star」で火災。158名が死亡。何者が廊下の壁に火をつけたところ、装飾用の壁紙が有毒ガスをまき散らしながら燃え広がったのが原因。放火犯は不明だが、検証番組「衝撃の瞬間」では火災に巻き込まれて死亡した放火4件の前科があるデンマーク人であることを示唆している。

### 1991年（平成3年）
- 8月

ギリシャ船籍のクルーズ客船「オシアノス（14,000トン）」が防水設備の修理を終えないまま出航、南アフリカ東海岸沖で沈没した。この事故では乗客を残して先に逃げた乗員の対応が非難を浴びるが、全員無事。
- 12月

日本からグアムを目指すヨットレース『トーヨコカップ・ジャパングアムヨットレース'92』に参加していた「たか」が29日に悪天候の為に沈没した。乗員7名のうち6名がゴムボートで脱出したが、わずかな食料しかなかったため、漂流から27日目の1992年（平成4年）1月25日に発見されたときには生存者は佐野三治（当時31歳）のただ1名だけであった。佐野は同年秋に『たった一人の生還』（新潮社）という題名で手記を出版した。また、同レースに参加していた「マリンマリン」も同様に沈没して8名が死亡しており、参加9隻のうち2隻が沈没し14名が死亡するという日本のヨットレース史上最悪の惨事となった。2年後に、2隻の事故原因などを追った『ヨットが呑まれた』  (朝日新聞社会部いのちの海取材班、 朝日新聞社、1993/5/1)が出版された。

### 1993年（平成5年）
- 1月5日

タンカー「ブレア（en:MV Braer、リベリア船籍、ブレア社所有）」、英国シェットランド諸島沿岸にて暴風雨の直撃を受け転覆。乗員全員無事だったものの、船体ほぼ全部を損壊、沈没、重油流出。
- 10月10日 - 西海フェリー沈没事故

韓国扶安郡沖の黄海で、フェリーが転覆し沈没。乗客乗員362人中、292人が死亡または行方不明。

### 1994年（平成6年）
- 2月27日

北海道利尻島沖で操業中の漁船第五十八大東丸が、強風と高波を受けて転覆。乗組員16名中2名が行方不明。
- 9月28日

フェリー「エストニア（スウェーデン船籍、21,794トン）」がバルト海の荒天下で転覆沈没。852名死亡。
- 11月30日

客船「アキレ・ラウロ」が火災を起こし、3日後に沈没。「アキレ・ラウロ」は1985年10月にハイジャック（アキレ・ラウロ号事件）された船である。

### 1997年（平成9年）
- 1月2日 - ナホトカ号重油流出事故

ロシア船籍のタンカー「ナホトカ」が波浪により船体を破断し、6240キロリットルのC重油が海上に流出、日本海沿岸各地の広い範囲に深刻な汚染。船長が死亡、乗組員は脱出。除去作業にあたったボランティアに5名の死者を出す二次被害が発生した。

### 1998年（平成10年）
- 1月10日

択捉島沖で操業中の漁船第七十五神漁丸が、網を引き揚げる際にバランスを崩し開口部からの海水流入により転覆。乗組員15名中5名が死亡。2名が行方不明。
- 3月9日

択捉島沖で操業中の漁船第三十一惣寶丸が、時化による水密扉開口部からの居住区等へ海水流入により転覆。乗組員15人中1名が行方不明となり後に遺体で発見される。
- 9月19日

マニラ-セブ島の定期航路「en:MV Princess of the Orient（13,599トン、Sulpicio Lines（フィリピン）所有、旧「さんふらわあ11」ブルーハイウェイライン）」が平成10年台風第7号の嵐の中を航行中に沈没し、死者51名、行方不明者216名を出した。直接の沈没原因は荷崩れであったが、フィリピンでの大幅なデッキ増設工事により船体が不安定になっていたとも云われる。

### 1999年（平成11年）
- 5月21日

クルーズ客船「サン・ビスタ（en:SS Galileo Galilei、旧「Galileo Galilei」）」がマラッカ海峡で機関室からの失火が原因で沈没。速やかな避難誘導が行われたため犠牲者は無し。このことが原因で運航していたクルーズ会社は倒産した。
- 12月10日

ベーリング海にて操業中の漁船第一安洋丸が大波を受けて浸水、転覆。乗組員36名の内12名が行方不明となり、後に1名が遺体で発見された。

## 2000年代

### 2000年（平成12年）
- 8月12日

ロシア海軍のオスカー型原子力潜水艦「クルスク」がバレンツ海において演習中、魚雷発射管室の爆発により沈没。乗員118名全員が死亡。
- 9月11日

北海道浦河港沖で、操業中の漁船第五龍寶丸が上甲板下の漁獲物処理場からの浸水によりバランスを崩し転覆。乗組員18人中14人が行方不明。
- 9月26日

フェリー「エクスプレス・サミナ(Εξπρές Σαμίνα)（英語）」がエーゲ海のパロス島沖で小島に衝突し沈没。乗員・乗客81名が死亡。1名が同年11月に自殺。

### 2001年（平成13年）
- 1月14日 - アマルガス号事件

貨物船「アマルガス（35,000トン）」がエンジントラブルにより航行不能となり、漂流。その後台湾墾丁国家公園の海域で座礁し重油が流出した。
- 2月10日 - えひめ丸事故

ハワイ州オアフ島沖で愛媛県立宇和島水産高等学校の練習船「えひめ丸」とアメリカ海軍の原子力潜水艦「グリーンヴィル」が衝突し、「えひめ丸」が沈没。「えひめ丸」の乗員35名中9名が死亡。

### 2002年（平成14年）
- 9月26日

セネガル政府所有のフェリー「ジョラ号」が、ガンビア沖で沈没。この事故で少なくとも1863人が死亡。
- 11月26日

自動車運搬船「HUAL・ヨーロッパ（バハマ船籍、ノルウェー HUAL (en:Leif Höegh & Co) 社所有）」が、伊豆大島沿岸にて暴風雨の直撃を受け座礁。乗員24名は全員無事だったものの、船体ほぼ全部を損壊し火災が発生。航行不能および重油流出。
- 12月5日

日立港で北朝鮮船籍の「チルソン号」が座礁して重油が流出、のちに船体は放棄された。船舶所有者側による保障措置が何らなされなかったことから、無保険船の日本寄港を制限する油濁損害賠償保障法（改正後の名称は船舶油濁損害賠償保障法）改正のきっかけとなった。

### 2003年（平成15年）
- 4月（中国における最初の報道が5月2日頃であり、実際の事故発生日時は4月とされる）

中国人民解放軍海軍北海艦隊所属の035型潜水艦（明級）通常動力型潜水艦の361号が「機械的故障」による原因により全乗員70名が死亡。遼東半島と山東半島の間に位置する内長山列島付近にて事故が発生したとされる。後に艦自体は回収され現役に復帰している。
- 7月2日・7月6日 - 玄界灘海難事故

福岡県沖の玄界灘にて操業中の日本漁船団に韓国船が漁船団からの再三の警告を無視して漁船団に突入して衝突。日本側の1名が死亡、6名が行方不明。
その4日後、貨物船「コレックス・クンサン（韓国船籍）」が玄界灘にて、夜間の警戒不備により漁業取締船「からしま（水産庁所属）」に衝突。「からしま」は乗員全員無事だったものの、船体ほぼ全部を損壊して沈没。「コレックス・クンサン」は乗員全員無事であったほか損壊もなかった。

### 2004年（平成16年）
- 9月7日

平成16年台風第18号により山口県下松市笠戸島に貨物船「トリ・アルディアント号」が座礁。インドネシア人船員22名全員が死亡。

### 2005年（平成17年）
- 9月28日

北海道の根室市沖合いにて、サンマ漁船「第三新生丸（日本船籍）」とコンテナ船「ZIM・アジア（イスラエル船籍、ZIM社（イスラエル）所有）」が衝突。「第三新生丸」は乗員7名死亡し、船体はほぼ全部を損壊し沈没した。原因は「第三新生丸」の横切り船の航法不遵守（主因）と「ZIM・アジア」の警告信号不履行、横切り船の航法不遵守（一因）。
- 2月3日

サウジアラビアからエジプトに向かって紅海を航行していた1400人乗りのフェリー「アル・サラム・ボッカチオ98（عبارة السلام 98）（英語）」が、フェリーデッキに積載していた車両からの火災が原因で沈没し、1000名以上の死者・行方不明者を出した。多くの犠牲者を出した原因としては、悪天候のほか、老朽船であったことや建造後の改造により重心が極めて高くなっていたことが要因となり、消火活動中にバランスを崩して転覆したことが指摘されている。なお、生存者の証言によれば船長が真っ先に逃亡したとされる。

### 2006年（平成18年）

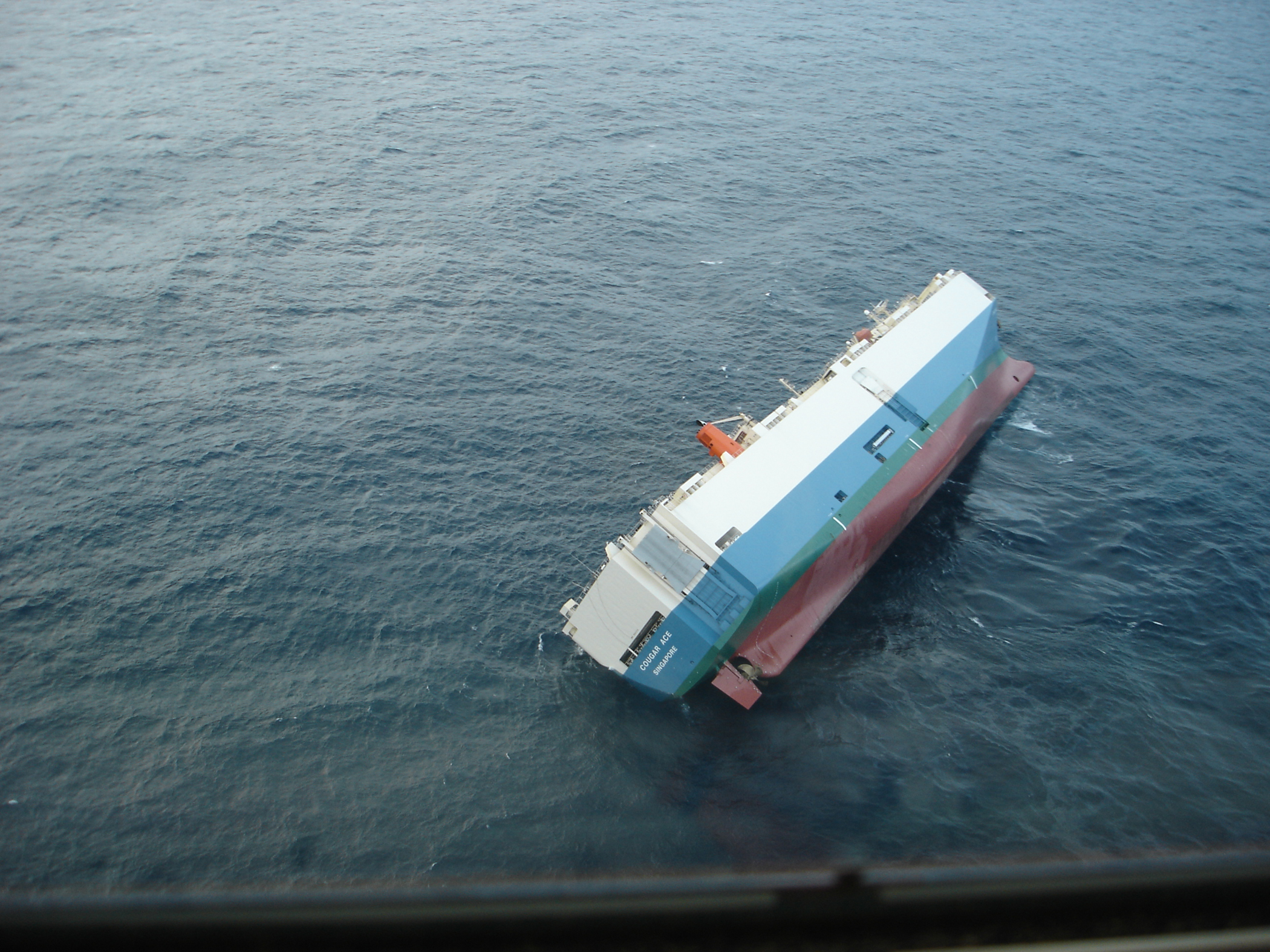
横倒しになったRO-RO船 クーガー・エース

- 7月23日

自動車運搬船「クーガー・エース（シンガポール船籍、55,000トン、商船三井）」が、アメリカ・アラスカ州のアリューシャン列島沖合いにて、暴風雨の直撃を受け転覆。乗員23名は全員無事だったが、船体はほぼ損壊ないものの80度に傾き横転し航行不能となる（重油流出なし）。積荷の乗用車4,703台（全てマツダ製）および小型トラック110台（全ていすゞ自動車製）が全損扱いとなり廃棄される。
- 8月14日 - 2006年8月14日首都圏停電

三国屋建設所有のクレーン船が、禁止行為であるクレーンのブームを上げたままの航行を冒し、東京都江戸川区の江戸川河口付近に掛かる275kV送電線に接触。2系統の送電系統を両方とも切断したため首都圏の広範囲において長時間にわたり大規模な停電が発生した。事故による直接の死傷者は無し。停電により各種インフラなどが被害を受けた。
- 9月2日

『スカンジナビア』として2005年3月まで静岡県沼津市西浦村木負で使用され、現存していたクルーズ客船では最古の「ステラ・ポラリス」が、伊豆箱根鉄道より建造国であるスウェーデンの企業に買収された後、中国・上海での改修工事の行うため8月31日に出航し航行中、和歌山県潮岬沖3km（水深72m）の海上で沈没。乗船者はおらず死傷者はなかった。
- 10月6日 - 2006年10月の低気圧

茨城県鹿島港外にてパナマ船籍の貨物船「ジャイアントステップ号」が急速に発達した低気圧による暴風のため走錨して座礁し船体を切断。10名死亡または行方不明。ほぼ同時・同位置にて「オーシャンビクトリー」「エリダエース」も座礁し、連続事故となった。同日には、女川港沖でサンマ漁船「第七千代丸」が高波をかぶって機関停止し座礁・横転。16名死亡または行方不明となる事故も発生している。
- 11月21日

海上自衛隊の練習潜水艦「あさしお」が宮崎県沖で訓練航行中、パナマ船籍の貨物船「スプリング オースター」と接触。「スプリング・オースター」は船底部にわずかな亀裂と少量の浸水を起こし「あさしお」は縦舵を損傷するも、双方とも負傷者はなかった。なお「スプリング・オースター」側は当初、潜水艦と接触したことに気付かなかったという。また、一部の専門家によれば「あさしお」の損傷は『沈没してもおかしくない』ほどであったともされる。

### 2007年（平成19年）
- 1月9日

アメリカ海軍の原子力潜水艦「ニューポート・ニューズ」がホルムズ海峡にて、警戒不備によりタンカー「最上川（日本船籍、160,000トン、川崎汽船所有）」に衝突。「最上川」は乗員全員無事だったものの船底部を損壊し航行不能となった（重油流出なし）。「ニューポート・ニューズ」は乗員全員無事で損壊および放射能漏れもなかった。
- 1月18日

コンテナ船「MSC・ナポリ（en:MSC Napoli、イギリス船籍、MSC社（スイス）所有）」がイギリス・デヴォン州沖合いにて、暴風雨の直撃を受け座礁。乗員26名は全員無事だったものの、船体ほぼ全部を損壊し航行不能となる。さらに重油の流出および、約50個のコンテナが沿岸に漂着した。
- 7月6日

サントリーニ島沖で客船「シーダイヤモンド」が座礁して沈没。
- 7月27日

撒積貨物船「アルファ・アクション（ギリシャ船籍、77,211トン、IMO 9074494）」が伊豆諸島の利島沖合いにて、夜間の警戒不備により、コンテナ船「ワンハイ307（シンガポール船籍、25,836トン、ワンハイ海運（台湾）所有、IMO 9237096）」に衝突。「ワンハイ307」は乗員全員無事だったものの、船尾を損壊し航行不能となり、重油が流出した。「アルファ・アクション」は乗員全員無事だったものの、船首を損壊し航行不能となった（重油流出なし）。

### 2008年（平成20年）
- 2月19日 - イージス艦衝突事故

海上自衛隊のイージス艦「あたご」がハワイでのミサイル発射実験から帰投途中、千葉県野島崎沖の太平洋上で三宅島北方に向け移動中のマグロ延縄漁船団と交錯したさいに船団の一隻「清徳丸」と衝突。「あたご」の舳先で「清徳丸」は両断し沈没。乗員の父子2人が行方不明となった。
- 3月5日

神戸市垂水区沖の明石海峡付近で、「第五栄政丸（MMSI 8801577）」が「オーシャンフェニックス（IMO 9020704）」に衝突。その後「オーシャンフェニックス」が「ゴールドリーダー（ベリーズ船籍、MMSI 8014497）」に衝突し、「ゴールドリーダー」が沈没。乗組員9人のうち3人が行方不明となった。
- 6月22日

フィリピンシブヤン海で、台風6号の影響によりフェリー「プリンセス・オブ・ザ・スターズ（旧「フェリーらいらっく」新日本海フェリー）」が沈没。乗客700人以上が死亡または行方不明となった。
- 12月7日 - ヘーベイ・スピリット号原油流出事故

韓国の泰安郡近海に停泊していたタンカー「ヘーベイ・スピリット」にサムスン重工業所属のクレーン船が衝突。12,547キロリットルの重油が流失し、韓国史上最大規模の海洋汚染となった。原因は、航行中であるクレーン船を曳航中のタグボートが、停泊中の船舶「ヘーベイスピリット」を迂回する義務があるにもかかわらずそれを無視し、近道をしようと「ヘーベイスピリット」に接近。その後、波浪と曳航ワイヤの破断等によってコントロールを失ったことである。しかし、韓国では「（停泊していた）タンカーに責任がある」とし、インド人の船長と一等航海士に有罪判決を下した。このことから、インドではサムスン製品の不買運動が発生したほか、各国の船員組合が韓国行きをボイコットしようとするなど波紋が広がった。

### 2009年（平成21年）

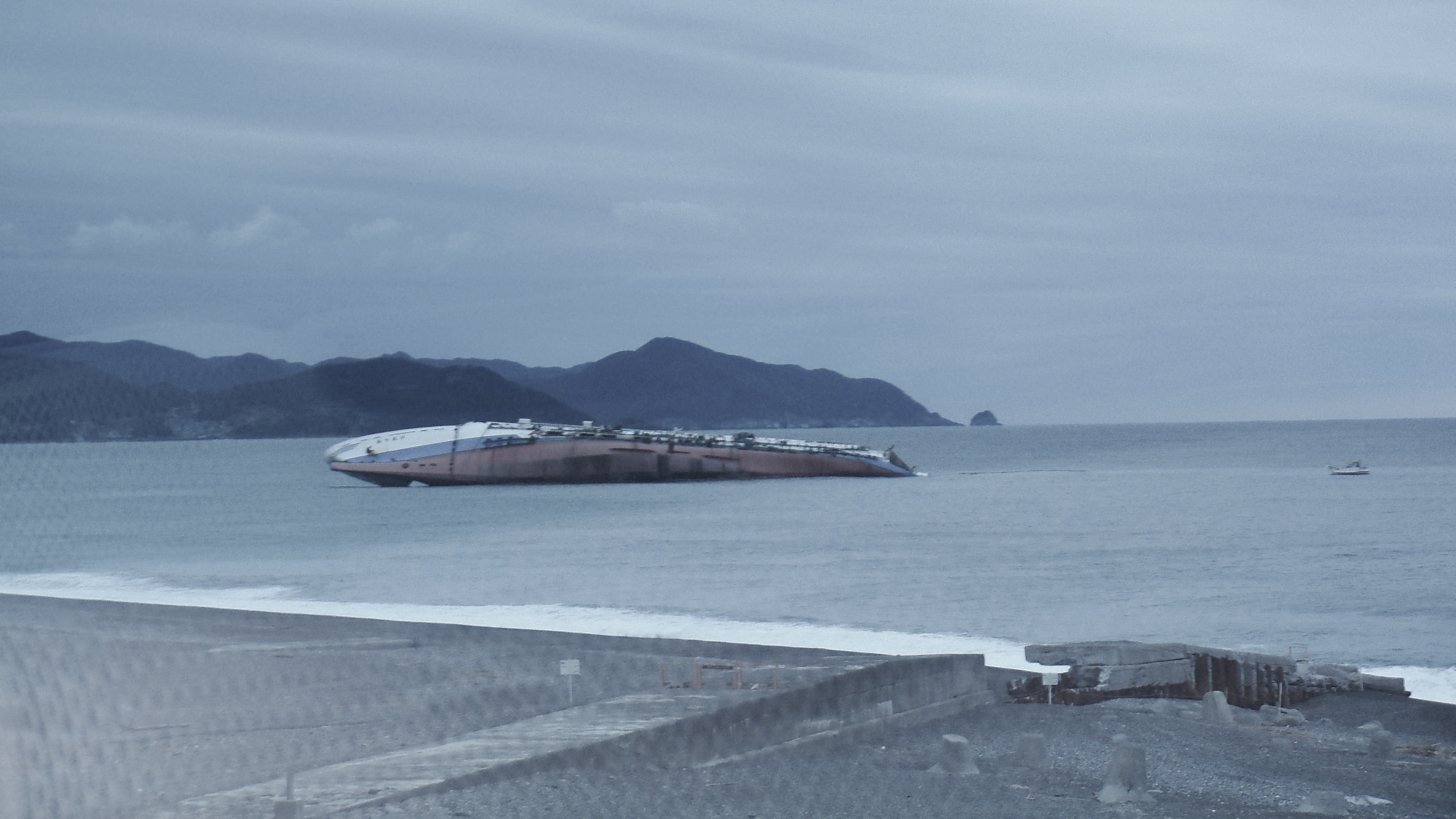
横倒しになったフェリー「ありあけ」

- 10月27日

海上自衛隊の護衛艦「くらま」が観艦式から帰投途中の関門海峡において、他船を追い越そうとした韓国籍のコンテナ船「カリナ・スター」に衝突されて炎上し、乗組員6人が軽傷。この事故に関して、関門海峡事務所が事故直前に「カリナ・スター」に出した指示（前方を航行中の船を追い越すことを示唆）と「カリナ・スター」の操船（海峡通過中にもかかわらず、前方を航行中の船を追い越そうとした）に疑問の声が上がった。
- 11月13日

東京発志布志経由那覇行のフェリー「ありあけ（マルエーフェリー、乗員21名乗客7名）」が三重県熊野市の沖合を航行中、大波により積荷が片寄ったことにより船体が傾斜し、救難信号を発したのち熊野港に避難を試みるも座礁した。乗員乗客は全員救助されるが船体は横倒しになったほか、重油が流出した。

## 2010年代

### 2010年（平成22年）
- 6月18日 - 浜名湖・ボート転覆事故

浜名湖で、中学校の野外活動中に荒天で漕ぎきれなくなったカッターボートが、モーターボートで曳航中に転覆。女子中学生1名が死亡。
- 9月7日 - 尖閣諸島中国漁船衝突事件

尖閣諸島付近で操業中だった中国漁船と、これを違法操業として取り締まりを実施した日本の海上保安庁との間で発生した衝突事故。
- 12月18日 - 黄海中国漁船転覆事件

中国の漁船が韓国の取締船から逃走するために、意図的に衝突した直後に転覆。1人が死亡、1人が行方不明。中国政府は韓国に対して賠償を要求した。

### 2011年（平成23年）
- 7月10日

ロシア・ヴォルガ川（タタールスタン共和国）で客船「Bulgaria（1,003トン）」が嵐に遭い沈没。少なくとも122人が死亡。
- 8月17日 - 天竜川川下り船転覆死亡事故

静岡県内の天竜川において、川下り船「第十一天竜丸」が転覆。乗客ら5人が死亡した。
- 9月10日 - スパイス・アイランダーIの沈没

タンザニアのペンバ島とザンジバル島の間の海域でフェリー「Spice Islander I」が沈没。死者240人以上。

### 2012年（平成24年）
- 1月13日 - コスタ・コンコルディアの座礁事故

イタリアのジリオ島付近にある浅瀬で、クルーズ客船「コスタ・コンコルディア」が座礁し、その後浸水・横転。32名が死亡または行方不明。
- 2月2日

ソロモン海でフェリー「en:MV Rabaul Queen（定員322人）」が転覆し沈没。ラジオニュージーランドの報道によると、321名が死亡または行方不明、237名が救助。
- 3月13日

バングラデシュの Meghna 川でフェリー「Shariatpur 1」が貨物船と衝突し転覆。死者147人以上。
- 4月30日 - 2012年アッサム・フェリー沈没事故（英語版）

インドのアッサム州ブラマプトラ川でフェリーが転覆。死者100人以上。
- 7月18日

タンザニアのザンジバル島沖でフェリー「en:MV Skagit」が沈没。死者100人以上。
- 10月1日 - 香港ラマ島船衝突事故

国慶節の日、香港の南西南丫島付近でフェリー「南丫四号（定員200人、香港電燈）」と双胴船「海泰号（定員389人、港九小輪）」が衝突し「南丫四号」が沈没。39人が死亡。双方の船長と船員のあわせて7名が逮捕された。

### 2013年（平成25年）
- 5月7日

イタリアのジェノヴァ港、海上交通管制センターの管制塔にコンテナ船「it:Jolly Nero（40,594トン、載貨（最大）30,866トン）」が衝突し、建物が倒壊。死者9名、負傷者4名。
- 6月17日

コンテナ船「MOL COMFORT（86,692トン、バハマ船籍、商船三井）」の船体中央部に亀裂が発生し自力航行不能となり漂流、前後2つに破断し、前方が6月27日、後方が7月10日にそれぞれ沈没。
- 8月16日

フィリピン中部セブ島のタリサイ沖のマクタン海峡で、フェリー「en:MV St. Thomas Aquinas（11,405トン、2GO社、旧「フェリーすみよし」（7,270トン、名門カーフェリー））」とコンテナ船「Sulpicio Express Siete（9,754トン、載貨（最大）11,464トン）」が衝突し「St.Thomas Aquinas」が沈没。120人が死亡または行方不明、750人が救助。
- 9月27日

伊豆大島の西11kmの海上で、貨物船「JIA HUI（嘉惠、ジィアフイ、2,962トン、載貨（最大）5,195トン、シエラレオネ船籍、駿豪海運（香港）、IMO 8660911）」が海事法（海上衝突予防法14条）とは逆に舵を転じ、貨物船「第18栄福丸（498トン、丸仲海運（名古屋）、信号符字 JD3173）」に衝突。「第18栄福丸」が転覆、乗組員6名が全員死亡。「嘉惠」の当直責任者（寧海中和海運（浙江省寧波市））が逮捕・起訴。
- 9月27日

インドネシアの西ジャワ南部海岸沖で難民船が転覆。約50人が死亡または行方不明。
- 9月29日

西沙諸島付近で台風21号（Wutip / 颱風蝴蝶）により中国漁船3隻が沈没。74人が行方不明。
- 10月3日 - 2013年ランペドゥーザ島難民船沈没事故

地中海ランペドゥーザ島沖でリビアからの難民船が火災を起こして沈没。エリトリア、ソマリア、ガーナ出身者など360人以上が死亡。
- 10月13日

元山市沖で朝鮮人民軍海軍の037型駆潜艇「233」が沈没。少なくとも19名が死亡。
- 12月10日

和歌山県串本町動鳴気漁港沖で、荒天により台船とタグボート（両船とも韓国船籍）が座礁。重油が流出した。
- 12月29日

対馬海峡西水道で、パラキシレン（p-Xylene）、アクリロニトリル、スチレンモノマーを積んで蔚山港から出港したケミカルタンカー「Maritime Maisie（29,211トン、載貨（最大）44,404トン、香港船籍、Aurora Tankers（シンガポール）、IMO 9251535）」が左舷中央付近に、試運転中の自動車運搬船「HYUNDAI MIPO 8091（Gravity Highway（予定）、55,700トン、載貨（最大）19,974トン、バハマ船籍、現代尾浦造船（蔚山）、IMO 9672404）」が衝突しMaritime Maisieが炎上、漂流し日本の領海に侵入した。

### 2014年（平成26年）
- 1月11日

韓国の麗水市沖でタンカー「DL Sunflower（28,519トン、載貨（最大）47,204トン、DL Shipping（釜山）、IMO 9168740）」が撒積貨物船「Ligari（38,851トン、載貨（最大）75,583トン、マルタ船籍、IMO 9279513）」と衝突。石油が流出した。
- 1月15日 - おおすみ衝突事故

釣り船「とびうお」と海上自衛隊の輸送艦「おおすみ」が衝突。釣り船が転覆し2名が死亡した。
- 1月31日

韓国の麗水港でタンカー「Wu Yi San（ウイサン、164,169トン、載貨（最大）318,445トン、シンガポール船籍、江南造船（上海）建造、Nova Tankers（デンマーク）、IMO 9629366）」が桟橋に衝突。GSカルテックス所有の送油管3本を破損し、石油が流出した。
- 2月15日

撒積貨物船「Captain Vangelis L（88,420トン、載貨（最大）169,044トン、リベリア船籍、Kyla Shipping（ギリシャ）、IMO 9450868）」が釜山沖約6kmで給油中に石油供給船と衝突し、燃料タンクを破損。石油が流出した。
- 3月18日

剱崎沖の浦賀水道で、多目的貨物船「Beagle III（12,630トン、載貨（最大）17,220トン、IMO 9478353）」とコンテナ船「ペガサスプライム（Pegasus Prime、7,406トン、載貨（最大）9,618トン、韓国船籍、IMO 9283162）」が衝突し「Beagle III」が沈没。9名が死亡・行方不明。重油が流出した。
- 4月16日 - セウォル号沈没事故

韓国の珍島沖で旅客船「セウォル号」（6,825トン、乗客乗員数476人）が沈没。6月9日の時点で292人の死亡が確認されている。
最終発表で304人の死亡が確認された。
- 9月24日

ブラジルのマットグロッソ・ド・スル州パラグアイ川で水上ホテル「パンタナールの夢」（Sueño Del Pantanal、パラグアイ籍船、乗員乗客27名）が暴風雨の影響により沈没。死者1名、行方不明者13名。
- 9月30日

島根県の隠岐諸島沖約390キロ地点で遠洋漁業船「魯栄漁2859号（Lurongyu 2859、238トン、乗員14名、中国船籍）」が強風に煽られ沈没。付近にいた漁船30隻と第八管区海上保安本部の巡視船1隻が捜索にあたったが9名が行方不明になった。
- 10月10日

澎湖諸島南東沖、海洋調査船「海研5号（2,700トン、乗員乗客45名、台湾船籍）」が悪天候により暗礁に乗り上げ沈没。当時船に常備していた救命胴衣にはLEDが付いており、これにより夜の海面に浮かぶ要救助者の位置を示し迅速な救助活動に繋がった。死者2名、負傷者18名。
- 12月1日

ロシア、ベーリング海でスケトウダラ用トロール漁船の「第501オリョン号（501오룡호、1,753トン、（国際）2,151トン、思潮産業所有、韓国船籍）」が沈没。韓国人11名、インドネシア人35名、フィリピン人13名、ロシア人1名の乗員60名が乗船、死者27名、行方不明者26名。
- 12月24日

島根県沖で巻き網漁船「第一源福丸（135トン、インドネシア人3名含む乗員20名、東洋漁業所有）」が網を引き揚げた際、引き揚げた魚の量が想定より多く船が傾いてしまい転覆、沈没。死者3名、行方不明者2名。
- 12月26日

青森県沖で貨物船「ミンクワン（Ming Guang、1,915トン、カンボジア船籍、乗員10名）」が沈没。死者3名。

### 2015年（平成27年）
- 1月15日

中国江蘇省泰州市の長江で試験航行をしていたタグボート「皖神舟67（368トン、乗員25名、中国・安徽省籍）」が沈没。日本人1名を含む22名が死亡。
- 7月31日

苫小牧港沖を航行中の商船三井フェリー運行の「さんふらわあ だいせつ」の車両甲板より火災。乗客は全員救助されたが二等航海士1名が死亡。

### 2017年（平成29年）
- 4月24日 - 箱崎ふ頭貨物船火災沈没事故

博多港内で貨物船から火災が発生、翌25日に沈没し、油流出を起こした事故である。死傷者なし。

### 2018年（平成30年）
- 1月6日 - 石油タンカー・サーンチーの衝突事故

上海の東約300km、中国EEZ内の東シナ海で、石油タンカー「サンチ」（Sanchi、85,000トン、載貨（最大）164,000トン、パナマ船籍・イラン国営タンカー社貸出、乗員32人）と、貨物船「CFクリスタル」（CF Crystal、42,600トン、載貨（最大）75,700トン、香港船籍、乗員21人 ）が衝突。サンチ号は衝突直後に爆発し炎上。その後も漂流しながら爆発と炎上を繰り返し、8日後の1月14日、奄美大島の西約315kmの日本EEZ内で沈没。サンチ号の乗員32人全員が死亡した。同船にはコンデンセート111,300トンと、船用燃料8,450バレルが積載されており、焼失しなかったものが東シナ海へ流出したと推定される。このうちコンデンセートは大部分が焼失したか大気中に気化したと推定されている。CFクリスタル号の乗員21人は全員無事。
- 9月4日

平成30年台風第21号の影響により、航空燃料タンカー『宝運丸』が関西国際空港連絡橋に衝突。

### 2019年（平成31年・令和元年）
- 9月2日 - コンセプション号火災沈没事故

アメリカのサンタクルス島沖合で停泊していたスキューバダイビングボート船「コンセプション」から火災が発生し沈没。34人の死亡が確認されている。

## 2020年代

### 2020年（令和2年）
- 7月25日 - わかしお座礁石油流出事故

モーリシャス沖で貨物船わかしおが座礁。その後8月6日に1000トン余りの石油流出を起こした。
- 9月2日未明

鹿児島県奄美大島沖でパナマ船籍の貨物船「ガルフ・ライブストック1」が令和2年台風第9号の接近に伴う波浪の中、救難信号を出した後に転覆、沈没。乗員1人が海上保安庁に救助されたが乗員43人が死亡・行方不明。積荷はニュージーランドから中国へ向けて出荷された牛約5800頭。
- 11月19日 - 与島沖旅客船沈没事故

香川県坂出市の与島沖で修学旅行の小学生ら62人を乗せた小型旅客船（チャーター船）が沈没。全員が救助され、そのうち小学生の男女2人とバスガイドの女性が病院に搬送されたが軽症。45歳の船長が業務上過失往来危険の容疑で逮捕された。
- 12月22日

愛媛県愛南町を出港し、三重県尾鷲港に向かっていた活魚運搬船「第8しんこう丸」（199トン）が乗組員6人とともに行方不明となった。2024年（令和6年）3月8日、第5管区海上保安本部は和歌山県すさみ町の南西約30キロ沖合、水深約1500メートルの海底で船体を発見したと発表した。

### 2021年（令和3年）
- 3月23日 - 2021年スエズ運河封鎖事故

スエズ運河において、日本の正栄汽船が保有し台湾の長栄海運が運用するコンテナ船「EVER GIVEN　エヴァーギヴン」が座礁。人的被害はなかったものの、スエズ運河が6日にわたって封鎖され物流に混乱をきたした。
- 11月28日 - 博多港貨物船防波堤衝突事故

未明、パナマ船籍の貨物船「レディー・ローズマリー（LADY ROSEMARY）」が博多湾の西防波堤に衝突し、船首部分が乗り上げて油流出を起こした。死傷者なし。

### 2022年（令和4年）
- 4月23日 - 知床遊覧船沈没事故

北海道斜里郡斜里町知床半島西海岸沖のオホーツク海で、乗客乗員26人が乗っていた遊覧船「KAZU I（カズ ワン）」が沈没。死者20人、行方不明者6人。2024年、観光船所有会社の社長が業務上過失致死傷の容疑で逮捕された。

### 2023年（令和5年）
- 6月18日 -潜水艇タイタン沈没事故
- 1912年に北大西洋で沈没し、水深3800ｍの海底に眠るタイタニック号を目指して北大西洋ニューファンドランド島沖に潜水した潜水艇「タイタン」が突然圧壊し乗員5人が死亡した。

### 2024年（令和6年）
- 3月26日 - フランシス・スコット・キー橋崩落事故

アメリカ・メリーランド州ボルティモアを航行中のシンガポール船籍のコンテナ船「ダリ」が2度の電源喪失により制御不能となった末、橋脚に衝突し、フランシス・スコット・キー橋が崩落した。